# Confédération des VIII cantons
Pour un article plus général, voir Ancienne Confédération suisse.
1332 – 22 décembre 1481
Entités précédentes :
- Confédération des III cantons

Entités suivantes :
- Confédération des XIII cantons

La Confédération des VIII cantons désigne l'une des étapes de formation de l'ancienne Confédération suisse, la période entre 1332 et le 22 décembre 1481, venant après la Confédération des III cantons et avant la confédération des XIII cantons (avec l’entrée dans la confédération de Soleure et de Fribourg).
Partant de la signature du pacte de Brunnen entre les trois cantons d'Uri, Schwyz et Unterwald qui forment la confédération des III cantons, un véritable réseau d'alliances défensives va naître en l'espace de quarante ans, tout d'abord avec Lucerne en 1332 et Zurich en 1351. La ville de Zoug puis la vallée de Glaris concluent à leur tour une alliance en 1352, bien que cette dernière n'ait pas un statut d'égalité avec les autres membres. Toutefois, quelques semaines après avoir signé ces accords, les confédérés doivent rendre ces deux territoires aux Habsbourg et ne les récupèrent finalement qu'en 1365 pour Zoug et 1388 pour Glaris. En 1353, c'est au tour de Berne de signer une alliance qui a également pour but d'empêcher toute revendication obwaldienne sur l'Oberland bernois, arrière-pays rural et sujet de la ville.
Une nouvelle charte, appelée la « Charte des prêtres », est signée entre les communautés en 1370. Ce texte, qui mentionne pour la première fois le terme de confédérés, définit l'égalité de tous les habitants devant la loi.
La région va ensuite connaître plusieurs conflits : de l'invasion en 1375 des « Guglers » anciens mercenaires de la guerre de Cent Ans qui pillent le nord-ouest du pays à l'assaut du comte de Kybourg contre la ville de Soleure en 1382, la ville de Berne est principalement touchée et peut compter sur l'appui de ses alliés. Le 9 juillet 1386 à Sempach, puis le 9 avril 1388 à Näfels, les Suisses et les Autrichiens s'affrontent à nouveau dans deux batailles qui voient toutes deux une nette victoire confédérée et forcent les Habsbourg à reconnaître l'indépendance des différentes communautés formant la Suisse de l'époque.
Ayant réglé leurs différends avec les Habsbourg, les cantons suisses tentent, pendant l'ensemble du XVe siècle, de s'agrandir par tous les moyens : financiers en achetant certains territoires ou en récupérant d'autres grevés d'hypothèques, militaires en envahissant ou annexant des terres à leurs frontières ou encore diplomatiques en aidant et conseillant les protagonistes de la guerre d'Appenzell. Ces manœuvres s'accompagnent de tensions internes, en particulier entre Schwyz et Zurich sur la question de la propriété du Toggenbourg qui débouchent en 1444 sur une guerre civile appelée l'ancienne guerre de Zurich qui verra la mise au ban de la Confédération de Zurich pour quelques années.
En 1475, Berne, Fribourg et Soleure envahissent le pays de Vaud, alors territoire de Jacques de Savoie, allié de Charles le Téméraire, marquant ainsi le début des guerres de Bourgogne. En attendant le renfort des troupes bourguignonnes, la contre-attaque savoyarde est menée par Humbert de Cerjat, seigneur de Combremont, de Denezy et de la Molière, gouverneur militaire du Pays de Vaud. Malgré leur repli initial, les Suisses l'emportent contre Charles le Téméraire successivement lors des batailles de Grandson, Morat, puis Nancy où le duc trouve la mort. Ces victoires vont faire la réputation des soldats suisses et permettre la signature de traités confirmant l'indépendance de la Confédération.

## Situation politique

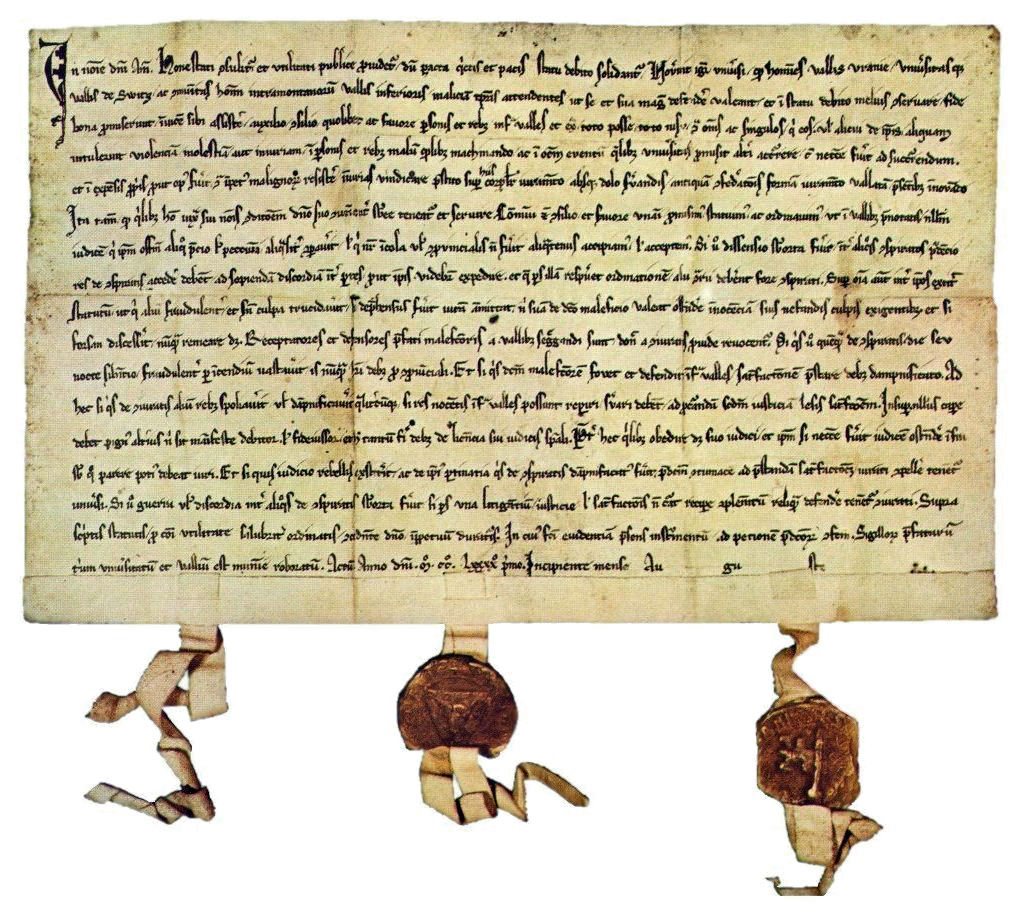
Le pacte fédéral de 1291.

À la suite de la nouvelle possibilité, dès la première moitié du XIIIe siècle, de traverser les Alpes par le col du Saint-Gothard, la vallée d'Uri cesse d'être un cul-de-sac pour devenir l'un des points de passage obligés du massif, et elle prend ainsi une importance politique qui lui permet d'obtenir de l'empereur du Saint-Empire romain germanique Frédéric II, l'immédiateté impériale en 1231 au détriment de la famille de Habsbourg, propriétaire de la vallée ainsi que des deux vallées voisines de Schwytz (qui la recevra en 1240) et d'Unterwald (qui l’aura, en dernier, au XIVe siècle) .
Après plusieurs années de conflit larvé et à la suite de l'annonce de la mort de l'empereur Rodolphe de Habsbourg, les trois vallées renouvellent, en 1291, un pacte d'alliance éternelle les unissant pour s'aider mutuellement contre toute intervention militaire extérieure et refusant comme bailli toute personne étrangère et qui n'aurait pas été choisie localement ; cette dernière mesure en particulier est rejetée par les Habsbourg qui mettent dans le même temps en place sur l'ensemble de leurs terres une forme de gouvernement centralisé où le bailli représente directement le pouvoir au niveau local.
Quelques années plus tard, à la suite d'une expédition des schwytzois contre le couvent d'Einsiedeln, le duc Léopold Ier d'Autriche, dirigeant de la maison Habsbourg et fortement opposé à la politique séparatiste des trois communautés, réunit des troupes pour punir les Confédérés. Ceux-ci vont cependant prendre par surprise l'armée du duc et la défaire lors de la bataille de Morgarten en 1315. Quelques semaines après cette victoire, les représentants des trois vallées se réunissent pour signer un nouveau pacte, appelé pacte de Brunnen du nom du lieu où il est adopté, qui, rédigé, pour la première fois, en allemand, mentionne l'expression d'Eidgenossen, traduite par la suite en français par confédérés.

## L'admission de cinq nouveaux cantons
Après la victoire confédérée lors de la bataille de Morgarten, les équilibres régionaux sont bouleversés : de grandes villes, jusqu'alors simples alliées, envisagent sérieusement de rejoindre les Waldstätten dans le but de s'affranchir de la domination des grandes familles. D'autres villes, plus lointaines, vont initier un rapprochement avec eux tout comme certaines régions rurales en lutte et contre la domination seigneuriale et contre celle des villes d'importance régionale ayant acquis l'immédiateté impériale.

### Lucerne

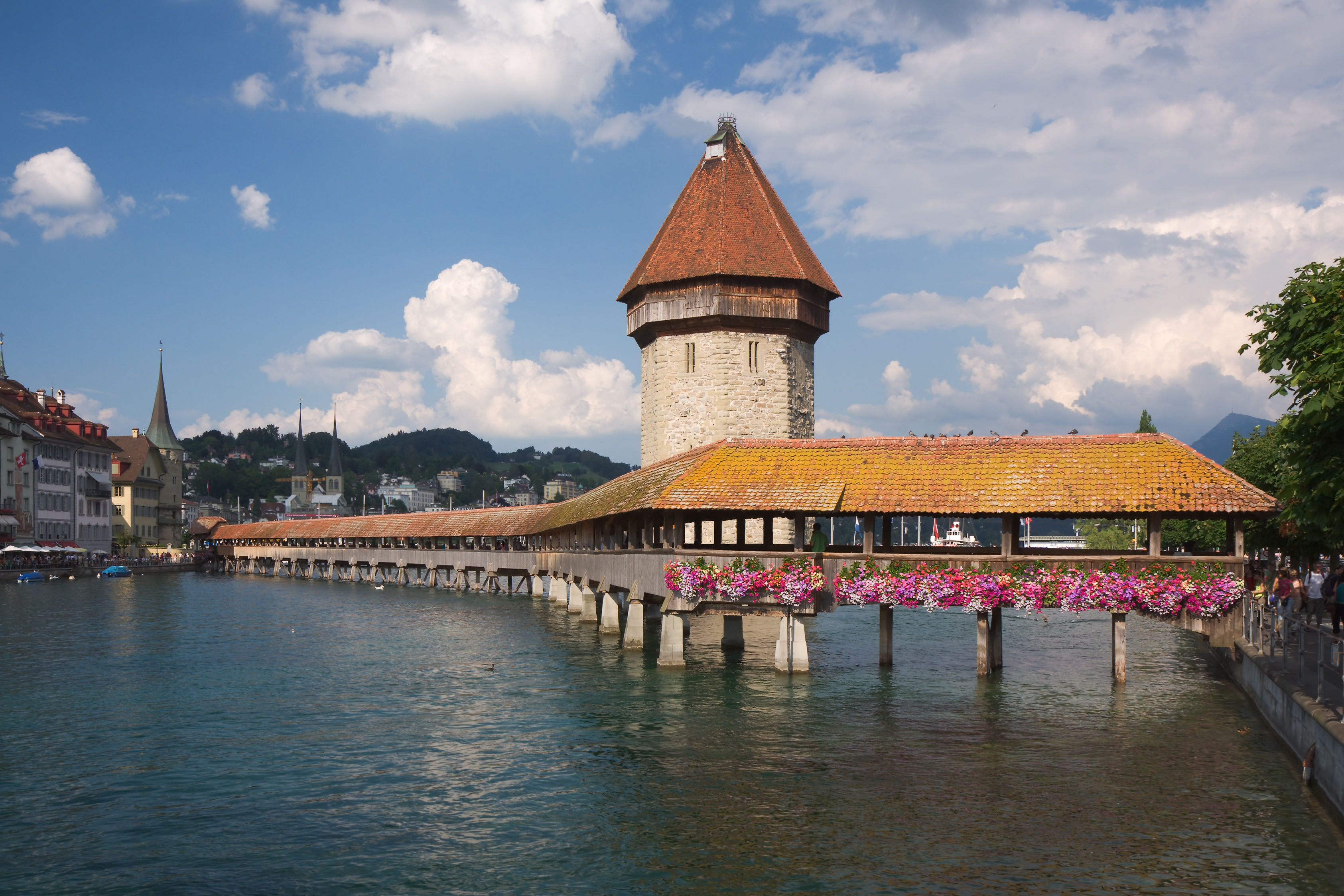
Le Kapellbrücke de Lucerne.

Fondée au début du XIIIe siècle non loin d'un couvent, la ville de Lucerne, située au bord du lac des Quatre Cantons à l'embouchure de la Reuss, est alors la seule ville tenant le débouché nord du Saint-Gothard. Plaque tournante du commerce local, elle est achetée en 1291 par l'empereur Rodolphe Ier du Saint-Empire, alors simple duc de Habsbourg[précision nécessaire], qui y déplace le péage de Châlon-Arlay, précédemment situé à Jougne quelques jours seulement avant sa mort.
En raison de leurs déboires avec les confédérés, les Habsbourg tentent de renforcer leur emprise dans la région jusqu'à imposer, en 1308, un blocus économique sur les trois vallées rebelles et une transformation de la ville de Lucerne en une plateforme militaire d'où des expéditions sont lancées contre les villages insoumis ; les troupes lucernoises sont mobilisées et participent à la bataille de Morgarten du côté autrichien, mais la victoire des confédérés lors de cette bataille va faire naître dans la ville un courant en leur faveur.
En 1326, le bailli local, représentant les intérêts des Habsbourg, empiète sur les droits accordés à la ville en manifestant son intérêt pour le poste d'avoyer et en désirant prendre le contrôle de l'élection du Grand Conseil. En réaction, le parti pro-confédérés ou autonomiste, séduit par l'indépendance des trois vallées voisines, s'oppose au parti autrichien, favorable aux Habsbourg. En 1328, les autonomistes remportent une victoire politique et obtiennent que la nomination de l'avoyer soit faite sous l'autorité exécutive de la ville. Cependant, le duc d'Autriche refuse en 1330 de reconnaître l'ancien droit ce qui provoque, le 7 novembre 1332, la signature du pacte des Quatre Cantons (également appelé pacte de Lucerne) entre les confédérés et la ville.
Tout comme dans celui de Brunnen, ce nouveau pacte précise les modalités d'une politique extérieure commune et y ajoute une procédure d'arbitrage qui précise qu'en cas de conflit entre les trois cantons primitifs, Lucerne devrait obligatoirement se ranger du côté de la majorité. Le nouveau pacte réserve les droits légitimes des seigneurs qui ne sont pas remis en cause. En réaction à la signature de ce pacte, des troubles éclatent progressivement dans la ville et trouvent leur conclusion dans un coup d'État des partisans autrichiens, regroupés dans ce qui sera par la suite appelé la « conjuration des manches rouges », qui tentent de reprendre sans succès le contrôle de la ville le 25 juillet 1343.
Le traité d'alliance confirmé, le lac de Lucerne change de nom pour devenir le lac des Quatre Cantons, en allemand Vierwaldstättersee, soit littéralement lac des quatre cantons forestiers tout en devenant un véritable lac intérieur à la confédération : de fait, la navigation fluviale est largement répandue et souvent préférée à la route, jugée plus lente, plus coûteuse et moins sûre, en particulier pour le transport des marchandises.

### Zurich

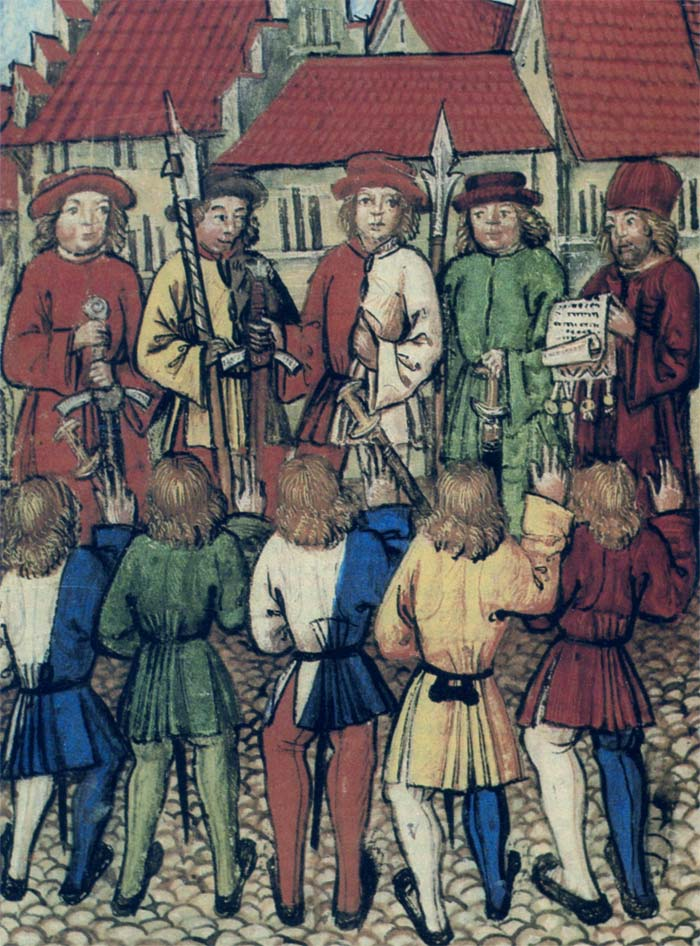
Serment d'allégeance au pacte avec les Confédérés par les bourgeois de Zurich en 1351.

Dès 1218, la ville industrielle et commerciale de Zurich est placée sous la souveraineté directe de l'empereur Frédéric II et est dirigée par l'abbesse du Fraumünster dont l'influence va aller en décroissant jusqu'au XVIIIe siècle, dans le même temps où augmente celle des corporations de commerçants de la ville, et en particulier celles des tisseurs et du commerce de la soie. Au début du XIIIe siècle, la ville va rapidement se développer tant économiquement (grâce à l'ouverture du Gothard) que politiquement (lorsque la ville décide d'assurer la sécurité de la route commerciale passant par les Grisons) ; ses dirigeants vont alors développer de bonnes relations avec les Habsbourg jusqu'à la dernière décennie du siècle, lorsque le roi[précision nécessaire] accorde à Zurich le droit d'exercer directement la haute justice, transformant ainsi la ville en une communauté quasi-indépendante.
En réaction l'Autriche[précision nécessaire] prend, en 1330, le contrôle de la ville voisine de Rapperswil, position clé sur la route des cols grisons ; cette intrusion, couplée aux demandes de plus en plus fortes des artisans de la ville d'être associés à la vie politique de la cité, provoque des mouvements politiques anti-Habsbourg à Zurich, favorisant l'arrivée au pouvoir du chevalier et chef du parti des artisans Rodolphe Brun en 1336. Ce dernier met en place le 16 juillet 1336 une nouvelle Constitution appelée la « Charte des Conjurés » qui assure à son parti la moitié des sièges au Grand Conseil, se fait nommer capitaine et bourgmestre à vie et obtient des bourgeois de la ville qu'il lui jurent obéissance, prenant ainsi un pouvoir quasi-absolu sur la ville et dirigeant sa politique extérieure. Après avoir changé d'alliances à plusieurs reprises et s'être frotté aux troupes des Habsbourg et leur avoir en particulier repris la ville de Rapperswil le 1er mars 1350 ce qui lui vaut d'être pris en aversion par les dirigeants autrichiens, il contacte les Waldstätten pour leur offrir un traité en 1351 qui sera accepté par les confédérés après une phase de négociation.
Le Pacte de Zurich, contrairement au pacte de Lucerne, n'est qu'un pacte d'assistance mutuelle qui précise l'aire géographie dans laquelle l'aide des partenaires peut être requise. Fait marquant, cette aire déborde du territoire des cinq alliés pour englober une zone d'influence plus large, correspondant environ à la Suisse alémanique actuelle et inclut la région de Disentis/Mustér à Vallée de Conches, ainsi que la Léventine et la Gorge de Piottino. Dans ce pacte, les alliés conviennent pour la première fois de se concerter avant toute action quelque peu importante et conviennent même d'Einsiedeln comme lieu de rencontre officiel où doivent se tenir les assises arbitrales également définies dans le document. Enfin, le pacte autorise explicitement Zurich à conclure librement d'autres alliances, à la seule condition de maintenir celles existantes. En effet, la ville était alors imbriquée dans un vaste réseau d'alliances avec différentes villes et dignitaires allemands et autrichiens. Ce traité avec les Confédérés n'est donc, du point de vue zurichois, qu'une alliance parmi d'autres qui ne revêt pas de caractère particulièrement solennel. Économiquement, cette alliance est également profitable des deux côtés : si elle assure le passage du Saint-Gothard aux matières premières de la soie qui vient d'Italie pour Zurich, la ville offre, pour les Confédérés, un débouché important pour l'exportation des produits fermiers.

### Glaris et Zoug

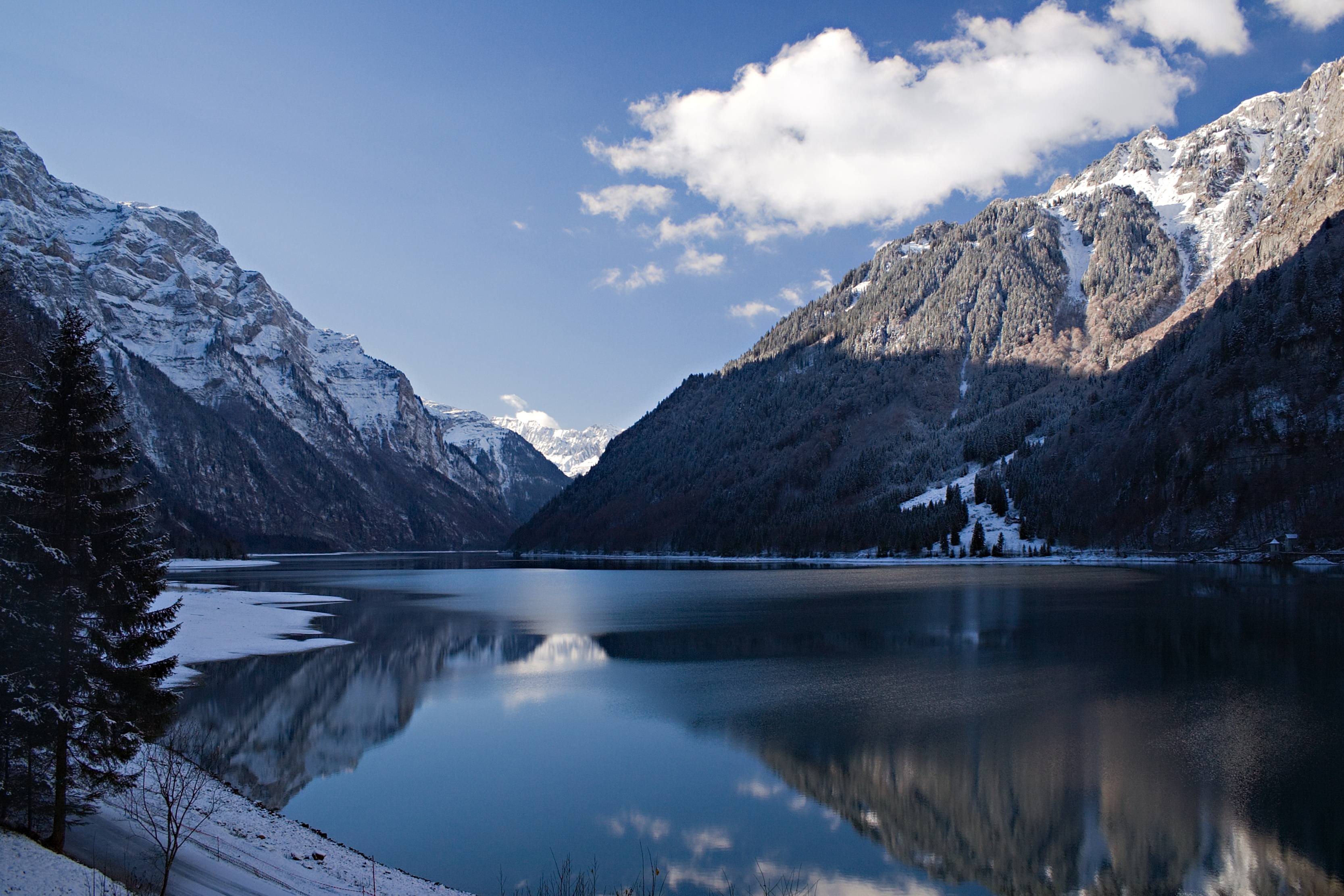
Le lac du Klöntal en hiver, au fond de la vallée de Glaris.

Alors que les trois cantons primitifs et Lucerne sont tous regroupés autour du lac des Quatre Cantons et limitrophes les uns des autres, Zurich, véritable enclave en territoire contrôlé par les Habsbourg, n'a aucune frontière avec ses nouveaux alliés. En conséquence, la vallée de Glaris et la ville de Zoug, territoires intermédiaires sous contrôle autrichien, deviennent des objectifs stratégiques importants pour les Confédérés.
Les habitants de la vallée de Glaris, propriété officielle du couvent de femmes de Saeckingen, mais passée dans les mains des Habsbourg par l'héritage de la famille Kybourg, vivent alors en communauté coopérative où tous les individus se trouvent au même niveau social. La vallée se révolte en novembre 1351 contre l'occupation de la ville de Glaris par les Habsbourg qui font alors le siège de Zurich dans le but de faire plier la Confédération. Une tentative de riposte autrichienne, au cours de laquelle le château fort de Näfels est détruit, est repoussée quelques semaines plus tard laissant la voie libre aux Confédérés.
Le 4 juin 1352, ceux-ci concluent un nouveau pacte avec Glaris ,, qui n'est pas ratifié par Lucerne, opposée à l'entrée de cette vallée dans l'alliance et qui préfère rester neutre. Contrairement aux pactes précédents, celui-ci n'est pas égalitaire : si Glaris est tenue d'apporter son aide en tout temps et en toutes circonstances à ses alliés, ceux-ci ne doivent intervenir que sur le territoire glaronais, et seulement s'ils le jugent nécessaire. D'autre part, les Glaronnais ne peuvent contracter d'autres alliances sans l'autorisation des Confédérés et sont tenus de respecter ces dispositions, alors que les alliés peuvent les modifier à leur gré. Plusieurs raisons sont avancées pour expliquer cette « mauvaise alliance » selon une expression de l'époque (en allemand böser Bund) : le manque d'intérêt de la vallée de Glaris pour les Confédérés ou le besoin des Glaronnais, alors en crise ouverte contre leur souverain légitime, d'une couverture militaire, couplée au manque d'envie des Confédérés de trop s'engager pour cette vallée située à l'écart.

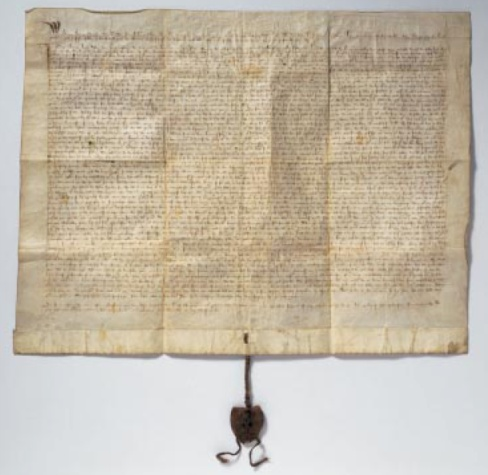
Photo du traité de Zoug, signé avec les Confédérés le 27 juin 1352.

La ville fortifiée de Zoug, également sous tutelle autrichienne, a quant à elle un double intérêt pour les Confédérés : d'une part, elle se trouve sur l'une des principales routes menant de Lucerne à Zurich et risque, en cas de guerre, d'être utilisée pour couper les communications entre ces deux villes  et d'autre part, elle est une des places de transbordement des marchandises en direction du Gothard.
Pour ces raisons, dès le 8 juin 1352, soit quatre jours seulement après la signature du traité de Glaris, les Confédérés arrivent sous les murs de la ville. Désireux de conclure une entente négociée, ils ne la prennent pas d'assaut mais en font le siège selon les règles du droit de la guerre. Lors de la capitulation de la ville faiblement défendue le 25 juin 1352, les Confédérés accordent même un délai de trois jours aux Habsbourg pour tenter de lever le siège. Cette tentative n'ayant pas eu lieu, la ville est alors libre de conclure une alliance avec les cantons le 27 juin 1352. Ce pacte est une copie presque mot à mot de celui de Zurich, offrant ainsi au nouveau venu une place de plein droit, comparable à celle de Lucerne, dans l'alliance ; tout comme celui de Zurich, il ne remet aucunement en cause les structures politiques existantes. Il n'en reste pas moins que l'entrée de Zoug dans la Confédération est le résultat d'une conquête militaire et non un acte volontaire des principaux concernés.

### La paix de Brandebourg et celle de Ratisbonne

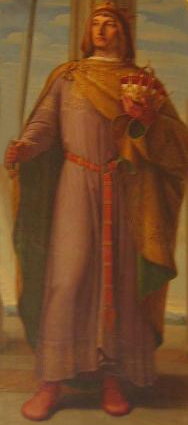
Peinture représentant l'empereur Albert Ier du Saint-Empire.

Le 21 juillet de la même année 1352, le duc Albert se présente pour la seconde fois en deux ans devant Zurich avec une armée. Cette fois-ci, il réunit autour de lui une vaste coalition comprenant les dirigeants du Wurtemberg, du Torberg du Brandebourg et de la Savoie, ainsi que les évêques de Coire et de Bamberg ; l'explication de cet important regroupement politique souligne la volonté de la noblesse de s'opposer à une alliance formée par des paysans et des bourgeois rejetant le droit des princes de gouverner, et traités de grobe Puren (« paysans grossiers ») en allemand.
Après deux semaines de siège, les Confédérés sont forcés de négocier la paix de Brandebourg. Nommée en l'honneur du margrave Louis de Brandebourg qui en est le médiateur et l'initiateur, cette paix est signée le 1er septembre 1352 et revient pratiquement à la situation de 1351 : Lucerne retourne sous la tutelle autrichienne, Zurich rend Rapperswil et les alliances avec Glaris et Zoug sont annulées. En contrepartie, l'Autriche reconnait le traité qui lie les Confédérés et Lucerne, renonce aux droits qu'elle prétendait avoir sur Schwytz et Unterwald et se retire du territoire zurichois.
Cette paix n'est pas véritablement respectée par les deux parties qui s'efforcent, dans les mois qui suivent, de renforcer leurs positions respectives. Ainsi, l'empereur Charles IV, convaincu par le duc Albert de déclarer à son tour la guerre aux Confédérés, marche en juin 1354 contre Zurich et conduit, avec l'aide des troupes du duc, le troisième siège de la ville. Celle-ci se rend après dix jours en hissant les couleurs de l'Empire. Après quelques mois de guérilla infructueuse de part et d'autre, la paix de Ratisbonne est signée entre le duc Albert II d'Autriche et la Confédération en juillet 1355 ; cette paix confirme les termes de celle de Brandebourg au grand mécontentement des Waldstaetten et à la satisfaction du parti autrichien de Zurich qui doit reprendre sa place dans le système politique mis en place par les Habsbourg.
Pendant les années suivantes, la Confédération reprend cependant progressivement le contrôle de ses territoires perdus, à l'exception notable de Zoug qui devra attendre seize ans et la paix de Torberg en 1368 pour retourner dans l'alliance.

### Berne

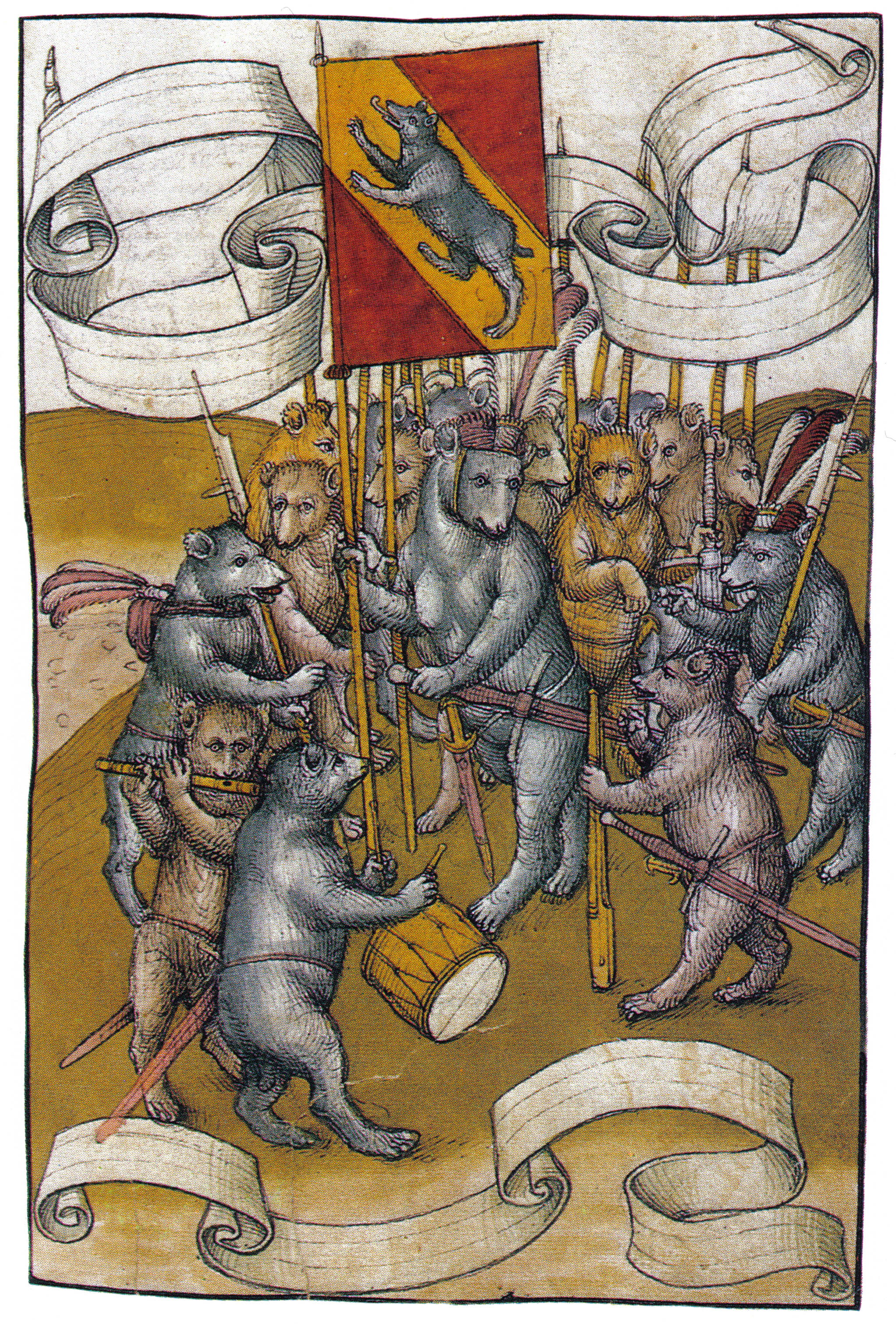
Représentation allégorique de Berne pendant la guerre de Laupen par la Chronique de Spiez de Diebold Schilling le Vieux.

Fondée par les Zähringen en 1191, la ville de Berne se développe rapidement à la suite de la disparition de cette famille ; après avoir obtenu le statut de ville libre impériale et avoir signé plusieurs accords avec Fribourg, Morat, puis Soleure et Payerne, la ville mène une vigoureuse politique d'expansion dès le début du XIIIe siècle et se heurte d'abord aux Habsbourg-Autriche, puis aux Kibourg-Berthoud. À la suite de la victoire de Louis de Bavière sur Frédéric le Bel, la ville conclut en 1323 sa première alliance avec les Waldstätten, également opposés aux Habsbourg. L'hostilité des différents adversaires de la ville se traduit par la formation d'une large coalition regroupant Fribourg, les évêques de Bâle et de Lausanne ainsi que de nombreux nobles de la partie francophone du territoire suisse actuel qui envoient une déclaration de guerre à Berne lors des fêtes de Pâques de 1339. L'armée bernoise, forte de 6000, commandée par Rodolphe d'Erlach et comprenant des troupes uranaises, schwytzoises, unterwaldiennes et soleuroises, part le 21 juin de Berne en direction de Laupen où elle bat ses adversaires lors de ce premier épisode qui se termine après la bataille du Schönberg le 24 avril 1340 et l'incendie des faubourgs de Fribourg.
L'aide apportée à Berne par les Confédérés débouche sur une nouvelle alliance en 1341, avant que l'Autriche ne reprenne le contrôle de la ville en renouvelant son alliance avec elle en 1348 et en tentant de l'inclure dans la paix générale qu'elle promeut depuis son territoire. Une des principales restrictions apportées lors de ce renouvellement est l'interdiction faite à Berne de conclure de nouvelles alliances sans l'accord autrichien. Devant cette reprise en main, la ville de Zurich, également concernée par la nouvelle politique dirigiste des Habsbourg, travaille durement à formaliser l'union de Berne à la Confédération. C'est chose faite le 6 mars 1353, avec la signature d'un nouveau pacte marquant une alliance « perpétuelle » avec les trois cantons primitifs et scellant officiellement l'entrée de Berne dans la Confédération.
Plusieurs explications sont données sur la signature des trois cantons montagnards uniquement et non de Lucerne et Zurich. Si certaines sources prétendent que les deux cités ne voient pas forcément d'un très bon œil l'arrivée d'une nouvelle ville puissante dans l'alliance et préférèrent ne pas signer directement le traité, d'autres avancent le motif que, sans la signature de Lucerne et Zurich, ce pacte n'est considéré que comme un simple renouvellement d'une alliance existante et donc n'est pas soumis à l'approbation de l'Autriche. Quoi qu'il en soit, le pacte signé entre Berne et les Confédérés est plus lâche que les précédents sur plusieurs points, dont en particulier les obligations réciproques d'aide militaire dont les zones sont moins clairement définies et la possibilité laissée aux deux parties de poursuivre librement une politique d'alliance : Berne, tout comme Zurich, possède alors en effet un vaste réseau d'alliances et de pactes avec plusieurs entités de la région et tient à éviter de dégrader ses rapports avec l'Autriche.
Le pacte entre Berne et les Confédérés comporte également plusieurs articles destinés à priver les agitateurs favorables à une démocratisation de la vallée de l'Oberhasli du support que pourraient leur offrir les cantons voisins d'Unterwald et d'Uri.

### L'approfondissement de l'alliance
L'entité désignée sous le nom de Confédération des VIII cantons n'est, au milieu du XIVe siècle, pas une véritable Confédération ni un organisme uni aux objectifs et contours bien définis, mais plutôt un réseau d'alliances diverses et relativement lâches, composé d'un noyau solide formé par les trois cantons primitifs, de la ville de Lucerne soumise aux Habsbourg et des deux villes impériales de Zurich et Berne, Glaris et Zoug n'y ayant fait qu'un rapide passage. Bien que ce type d'alliance ne soit alors ni rare ni spécifique, son unicité vient du fait que des communautés à la fois paysannes et citadines aient pu créer et maintenir des liens de partenariat égalitaires : lors des différents exemples passés où une telle alliance avait été tentée, les villes avaient alors très rapidement pris le dessus sur les campagnes, rompant ainsi l'égalité entre les partenaires. C'est en particulier le cas dans l'alliance conclue entre la communauté de la vallée du Hasli et Berne en 1278 : moins de 50 ans après, en 1334, la communauté était absorbée par la ville dont elle devenait un simple quartier.
Outre les alliances politiques, plusieurs évènements majeurs se produisent dans cette période du XIVe siècle : la peste noire se répand en 1349 dans le pays, en provenance d'Asie centrale. Les chiffres avancés par les chroniques de l'époque parlent de 60 000 victimes à Genève, ou 14 000 à Bâle, certaines estimations montrent qu'un quart des 800 000 habitants du territoire actuel de la Suisse sera tué par l'épidémie qui est relatée par les tableaux de la danse macabre du pont de Lucerne. Autre catastrophe en 1356, un important tremblement de terre rase quasiment totalement la ville épiscopale de Bâle : le toit du chœur de la cathédrale s'écroule sur l'autel et les cloches fondent dans l'incendie qui suit.

## Sempach

### La reconquête de Zoug et la charte des prêtres

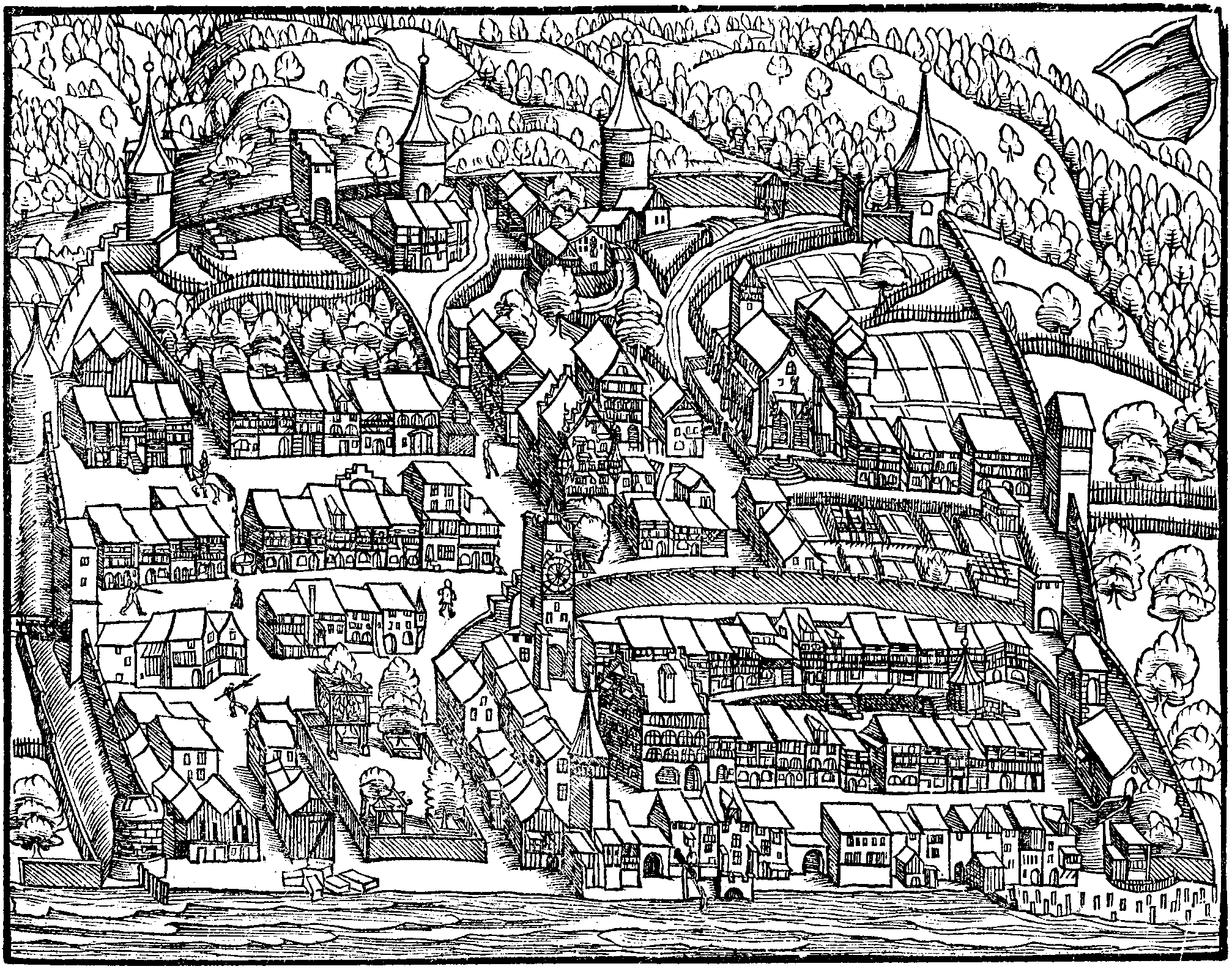
Plan de Zoug du XVIe siècle.

En 1357, Rodolphe IV de Habsbourg-Autriche, gendre de l'empereur Charles IV Habsbourg, est nommé bailli impérial pour toute la région couvrant le nord des Alpes et l'Alsace. De nature ambitieuse, il s'oppose de plus en plus fréquemment à l'empereur, jusqu'à tenter d'usurper les droits d'un duc de Souabe. À la mort de Rodolphe Brun en 1360, Zurich se range clairement du côté de l'empereur, faisant ainsi perdre un appui important à l'Autriche. En remerciement, l'empereur confirme les libertés des Waldstätten et conclut plusieurs pactes avec Zurich et Berne.
Appuyé par l'empereur, Zurich reprend alors ses visées sur Zoug peu avant la mort de Rodolphe IV en 1365, qui laisse le pouvoir à ses deux jeunes frères, offrant ainsi une chance inespérée aux Confédérés de par la faiblesse des Habsbourg : après que la République de Gersau et Weggis ont rejoint l'alliance en août 1359, Schwytz envahit la vallée zougoise, place la ville sous son contrôle et rétablit le pacte de 1352 sans pratiquement provoquer de réaction habsbourgeoise. En 1369, le traité qui provoque la paix de Torberg proposé par Zurich et Berne est signé entre Schwytz et l'Autriche sur le futur de Zoug : l'Autriche se réserve le droit de recourir aux armes pour faire valoir ses droits pendant une année, faute de quoi elle doit abandonner à Schwytz ses droits de souveraineté sur la ville et le pays avoisinant.
Le 7 octobre 1370, les six Confédérés contrôlant le passage du Gothard, dont Zoug qui y apparaît comme un contractant à part entière, mais sans Berne encore liée à l'Autriche pour toute nouvelle alliance, signent une nouvelle charte appelée dès le XVIe siècle Pfaffenbrief ou en français charte des prêtres. L'importance de ce texte tient tant dans son contenant, qui voit pour la première fois apparaître l'expression unser Eydgnossenschaft pour évoquer l'ensemble des pays confédérés, que dans son contenu. En effet, ce texte unifie les différents droits existants et rend chaque homme égal devant la loi commune rendue de la même manière, par des juges locaux, que l'on soit noble ou roturier, que l'on soit laïc ou religieux. Ce pacte doit son nom au fait qu’il interdit aussi aux prêtres de se mêler aux affaires juridiques ne concernant pas l’église. Le texte prévoit également que les citoyens au service de l'Autriche et vivant sur le territoire confédéré doivent prêter un serment d'allégeance qui prime sur tout autre et sont soumis à la juridiction de leur canton d'établissement.
Par cette charte, les cantons s'engagent également à assurer la sécurité sur les routes entre le Gothard et Zurich, interdisent la guerre privée et spécifient plusieurs procédures liées aux dettes, à la prise de gages et aux poursuites pénales, marquant ainsi le passage à une conception juridique fondée sur le droit territorial et non plus personnel. Plusieurs points de friction ne sont toutefois pas résolus par cette charte, dont en particulier l'opposition entre les campagnes et les villes qui se manifeste en particulier par l'antagonisme marqué entre Zurich et Schwytz sur le statut de Zoug. De même, les problèmes potentiellement liés à la multiplicité des alliances, parfois contradictoires, ne sont pas abordés dans ce document.

### Les Gugler et la guerre de Berthoud

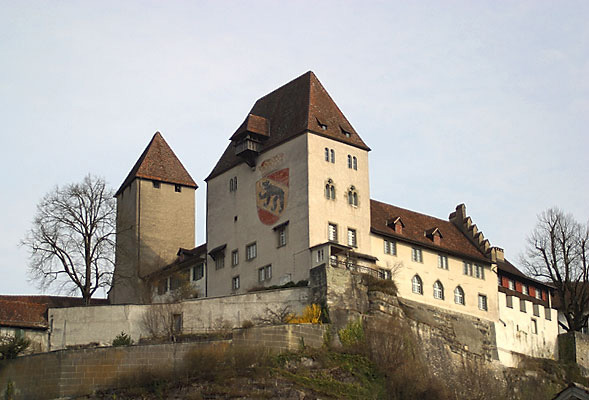
Le château de Berthoud de nos jours.

De 1375 à 1384, la région est directement touchée par deux conflits armés qui permettent aux Confédérés de renforcer leur collaboration militaire tout en étendant leur sphère d'influence au détriment de la famille Habsbourg-Autriche et de ses alliés locaux.
En 1375, une troupe de 22 000 mercenaires français et anglais, formée d'anciens soldats licenciés lors d'une trêve de la guerre de Cent Ans, pille et ravage les régions traversées. Ils sont appelés « Gugler » en référence à leur signe distinctif qui est un casque en forme de capuchon (Guggel en allemand). Commandés par le Français Enguerrand VII de Coucy, petit-fils du vaincu de la bataille de Morgarten Léopold Ier du Saint-Empire qui désirait récupérer les territoires familiaux, ils traversent les cols du Jura au début du mois de décembre 1375 et ravagent la plaine de l'Aar. Divisant ses troupes en trois, Coucy s'installe dans le couvent de Saint-Urban, situé sur la commune de Buttisholz et confie une partie des troupes au capitaine Jean de Vienne, originaire du sud de la France, à Anet et l'autre au capitaine gallois Owen Lawgoch à Fraubrunnen.
Des habitants des régions concernées, par la suite rejoints par des gens de la ville de Berne, excédés par les vols, viols et destructions, attaquent et infligent des pertes importantes aux Gugler dans des combats nocturnes. Ces pertes, couplées à l'hiver rigoureux et au manque de ressources du pays, poussent finalement les assaillants à se retirer sans que le corps principal ait livré bataille. Ces évènements ont été commémorés par des pierres à Fraubrunnen qui rappellent le courage des habitants face aux envahisseurs ; de la même manière, un champ d'Anet porte le nom de Gugleracker, soit littéralement « le champ des Gugler ».
À la même période, le duc Léopold III de Habsbourg, qui vient de recevoir plusieurs pays, dont la Styrie, le Tyrol et la Haute-Alsace, poursuit une politique agressive d'acquisitions dans le but d'établir une continuité territoriale entre le Tyrol et l'Alsace, en passant par Fribourg. Il se fait ainsi donner en gage plusieurs seigneuries de la plaine de l'Aar, parmi lesquelles celles de Nidau et de Büren, avant de s'attaquer à la ville de Bâle, alors opposée à l'évêque de Bâle, dont il acquiert en 1376 le bailliage. Enfin, le duc pouvait espérer récupérer l'ensemble des terres appartenant aux comtes de Kybourg-Berthoud, vassaux du duc, dont le déclin semble annoncé.
La situation va lui échapper à la suite de l'attaque nocturne imprévue du 11 novembre 1382 contre la ville de Soleure, alliée de Berne, par le comte Rodolphe II de Kybourg. Très endetté, celui-ci tente ce coup de main irréfléchi pour forcer la ville à lui restituer des gages. Berne réagit rapidement et, avec l'aide financière de Bâle et militaire de Neuchâtel et des Confédérés, attaque les Kybourg lors ce qui sera par la suite appelé la guerre de Berthoud (en allemand Burgdorferkrieg, le nom allemand de la ville était Burgdorf) ou guerre de Kybourg.
Malgré l'utilisation de catapultes et, pour la première fois dans l'histoire militaire de la région, de canons et d'arquebuses, le siège de la ville de Berthoud ne connaît pas le succès et doit être levé après 45 jours. Les Confédérés proposent leur médiation et Berne achète aux Kybourg les villes de Berthoud et de Thoune le 5 avril 1384 avant de signer la paix deux jours plus tard. Cette opération permet aux Bernois de s'établir durablement dans l'Oberland et dans l'Emmental.

### Les batailles de Sempach et de Näfels

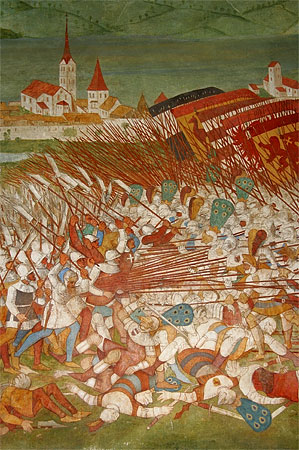
Fresque représentant la bataille de Sempach à l'intérieur de la chapelle mortuaire.

Pour contrer la présence autrichienne qui se fait de plus en plus pesante, les villes confédérées organisent pendant l'hiver 1385-1386 plusieurs expéditions où Zurich annexe Rapperswil, Zoug reprend Saint-Andreas et Lucerne Rothenburg, ce qui provoque l'irritation du duc Léopold III. Lorsque les Lucernois détruisent un bureau de douane établi dans le château de Rothenburg, marquant ainsi leur hostilité aux nouveaux droits de transit imposé par le duc d'Autriche et que la ville de Lucerne accorde sa protection et la combourgeoisie à l'Entlebuch ainsi qu'à Sempach, le duc réunit son armée et convoque ses alliés de la région pour marcher sur la ville après qu'un armistice temporaire a été signé entre le duc et les Confédérés grâce aux bons soins des villes de Bâle et de Strasbourg.
Les troupes autrichiennes, fortes de près de 4 000 cavaliers, qui ne représentent que l'avant-garde de l'armée de 25 000 hommes réunie pour l'occasion, se heurtent le 9 juillet 1386 aux 2 000 Lucernois, renforcés par des contingents uranais, obwaldiens, zurichois et schwytzois sur le plateau, près du village de Sempach qui donnera par la suite son nom à cette bataille.
Malgré la présence d'une forte cavalerie lourde habsbourgeoise, les troupes autrichiennes sont mises en déroute, accablées par la chaleur. Le duc d'Autriche refuse de se retirer et est tué dans la bataille ; une chapelle mortuaire, œuvre votive des bourgeois de Lucerne, sera érigée en 1387 sur le lieu où il est tombé. L'acte héroïque d'Arnold von Winkelried, qui se serait sacrifié à cette occasion pour ouvrir un passage aux troupes suisses, tient quant à lui bien plus du mythe que de la vérité historique. Quoi qu'il en soit, la défaite de Sempach représente un coup très dur pour l'Autriche, dont la faiblesse temporaire est mise à profit par plusieurs entités de sa frontière occidentale, telles que les villes de Bâle et de Soleure, pour s'émanciper et qui voit son influence fortement diminuer sur le plateau suisse. De leur côté, les troupes confédérées ne profitent pas de leur succès sur le plan militaire : plutôt que de poursuivre les troupes ennemies qui se débandent, les soldats célèbrent leur victoire en priant pendant trois jours sur le lieu même de la bataille.

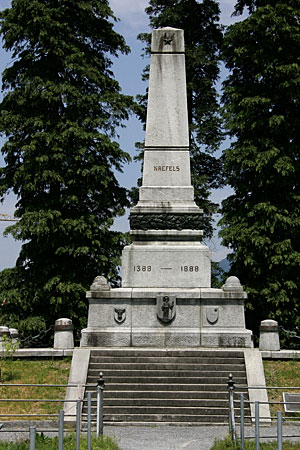
Le mémorial de la bataille de Näfels.

Deux ans plus tard, dans la nuit du 21 au 22 février 1388, les Autrichiens prennent d'assaut la petite ville glaronaise de Weesen occupée par les Glaronais et les Confédérés depuis 1386. Les troupes des Habsbourg, divisées en deux colonnes de 5 000 et 1 500 soldats, partent ensuite en direction de la ville de Glaris, accusée de rébellion en faveur de la Confédération.
Les 400 Glaronais, épaulés par quelques Schwytzois et Uranais, laissent approcher la première colonne autrichienne et l'attaque alors que les troupes se livrent au pillage dans la ville de Näfels, avant de poursuivre les soldats en fuite dont un grand nombre finit noyé dans la Maag à la suite de l'effondrement d'un pont. Au total, près de 1 700 combattants autrichiens seront tués contre seulement 54 Glaronais et Confédérés qui érigeront, en 1389, une chapelle commémorative sur les lieux de la bataille.
À la suite de cette bataille dont les conséquences pour l'Autriche sont bien moins graves que celle de Sempach, Glaris s'émancipe totalement de la tutelle autrichienne et renoue son alliance avec les Confédérés. En mémoire de cette libération, un pèlerinage appelé Näfelser Fahrt est organisé annuellement dans la vallée glaronaise.
À la suite de ces deux victoires, les Confédérés obligent, en 1389, les Habsbourg à signer la paix, où ils reconnaissent de fait et à contrecœur leur indépendance.

### Le Convenant de Sempach

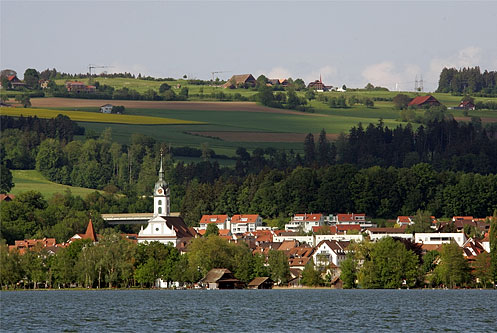
Vue actuelle du villaige de Sempach depuis le lac.

Cette double victoire des Confédérés fait grand bruit en Europe et fait du village de Sempach un lieu de villégiature, mais également de réunion entre les différents cantons. C'est ainsi que, lors des célébrations du septième anniversaire de la bataille en 1393, les chefs politiques et militaires signent le 10 juillet le « Convenant de Sempach » qui, signé par l'ensemble des huit cantons ainsi que par la ville de Soleure, confirme la charte des prêtres et définit des règles de droit public et de discipline militaire durant et après les combats. Le convenant définit également la manière d'engager un conflit, qui ne peut l'être qu'après une délibération commune et prévoit une protection, en temps de guerre, des « femmes non armées ». Cette autodiscipline dans le domaine militaire va permettre la conclusion de la paix de vingt ans instaurée avec l'Autriche en 1394.
L'une des raisons politiques à ce nouveau traité est la rupture temporaire de l'alliance confédérée par Zurich qui signe à nouveau un traité avec l'Autriche en 1393. Il faut quelques années de pression de la part des cantons primitifs ainsi que des troubles internes survenus en ville pour que Zurich accepte finalement de dénoncer cette alliance interdite par les pactes précédents et reprenne sa place dans la Confédération.
Tout en restant des sujets du Saint-Empire romain germanique, les Confédérés ont alors plus ou moins assuré leur indépendance vis-à-vis des seigneurs locaux et particulièrement des Habsbourg ; cette situation plus calme leur offre ainsi la possibilité de s'étendre sur les territoires avoisinants dès le début du XVe siècle. Toutefois, la Confédération n'est encore qu'un assemblage disparate de communautés liées par des besoins défensifs face à l'Autriche des Habsbourg, sans aucune autorité centrale et dont l'indépendance au sein de l'Empire ne sera reconnue que pendant le règne de Sigismond Ier du Saint-Empire en 1437.

## Les conquêtes duXVesiècle

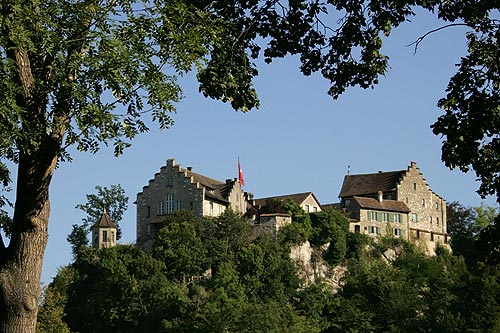
Le château de Laufen, au-dessus des chutes du Rhin, longtemps possession autrichienne.

Après les défaites de Sempach et de Näfels, les ducs autrichiens vont accepter à plusieurs reprises de confirmer la paix avec les Confédérés, tout d'abord sous la forme d'une trêve en 1389, renouvelée en 1394 pour vingt ans puis convertie en paix « éternelle »  de 50 ans le 28 mai 1412.
Au début du XVe siècle, les Habsbourg possèdent encore de larges parties du territoire de ce qui deviendra plus tard la Suisse : l'Argovie, la Thurgovie, le Fricktal, mais également la quasi-totalité de l'ancien domaine de la famille Kybourg, plusieurs districts de l'actuel canton de Lucerne, ainsi que les villes de Schaffhouse, Diessenhofen, Rheinfelden et Laufenburg sur le Rhin, sans oublier Fribourg. Toujours dans le but de relier ses possessions du Vorarlberg avec celles d'Alsace en passant par la Thurgovie et profitant de leur puissance financière, les ducs autrichiens deviennent progressivement directement ou indirectement propriétaires de plusieurs territoires, parmi lesquels le plus important sera celui de l'abbé de Saint-Gall qui se range sous la protection du duc Léopold IV d'Autriche le 23 janvier 1392. Ces différents achats grèvent toutefois les capacités financières autrichiennes, offrant ainsi aux Confédérés plusieurs possibilités pour étendre leur propre territoire à moindre frais.
En effet, les ligues suisses vont également, pendant la majeure partie du siècle, tenter de s'agrandir soit directement par l'adjonction de nouveaux territoires, soit en étendant leur influence économique (pour les villes) ou politique (pour les cantons montagnards). Dans ce but, tous les moyens seront bons : la diplomatie, l'économie, mais également parfois la force.
Les méthodes d'expansion pacifiques, liées à l'économie, permettent en particulier aux villes de Zurich et Berne (ainsi que Lucerne dans une moindre mesure) de sécuriser leur accès aux denrées alimentaires. Ainsi Zurich va grignoter progressivement les possessions habsbourgeoises dans la région du lac de Zurich. En particulier, la ville obtient en 1418 un droit de rachat sur le comté de Kybourg (comprenant les districts de Kloten, Embrach, Winterthour et Kybourg) qu'elle fait valoir pour 8 750 florins en 1424, doublant ainsi son territoire. Berne, de son côté, va largement utiliser les traités de combourgeoisie pour étendre son influence sur Fribourg, Neuchâtel et Gruyère principalement et jusqu'à Château-d'Œx. Parmi les autres alliances avec les petits États avoisinants, Uri, Unterwald et Lucerne s'accordent avec l'évêque de Sion et les patriotes haut-valaisans en 1403 alors que Glaris conclut une première alliance le 24 mai 1400 avec la Ligue grise, nouvellement formée. Enfin, en 1406, Lucerne rachète aux comtes d'Aarberg-Valangin la seigneurie de Willisau.

### La guerre d'Appenzell

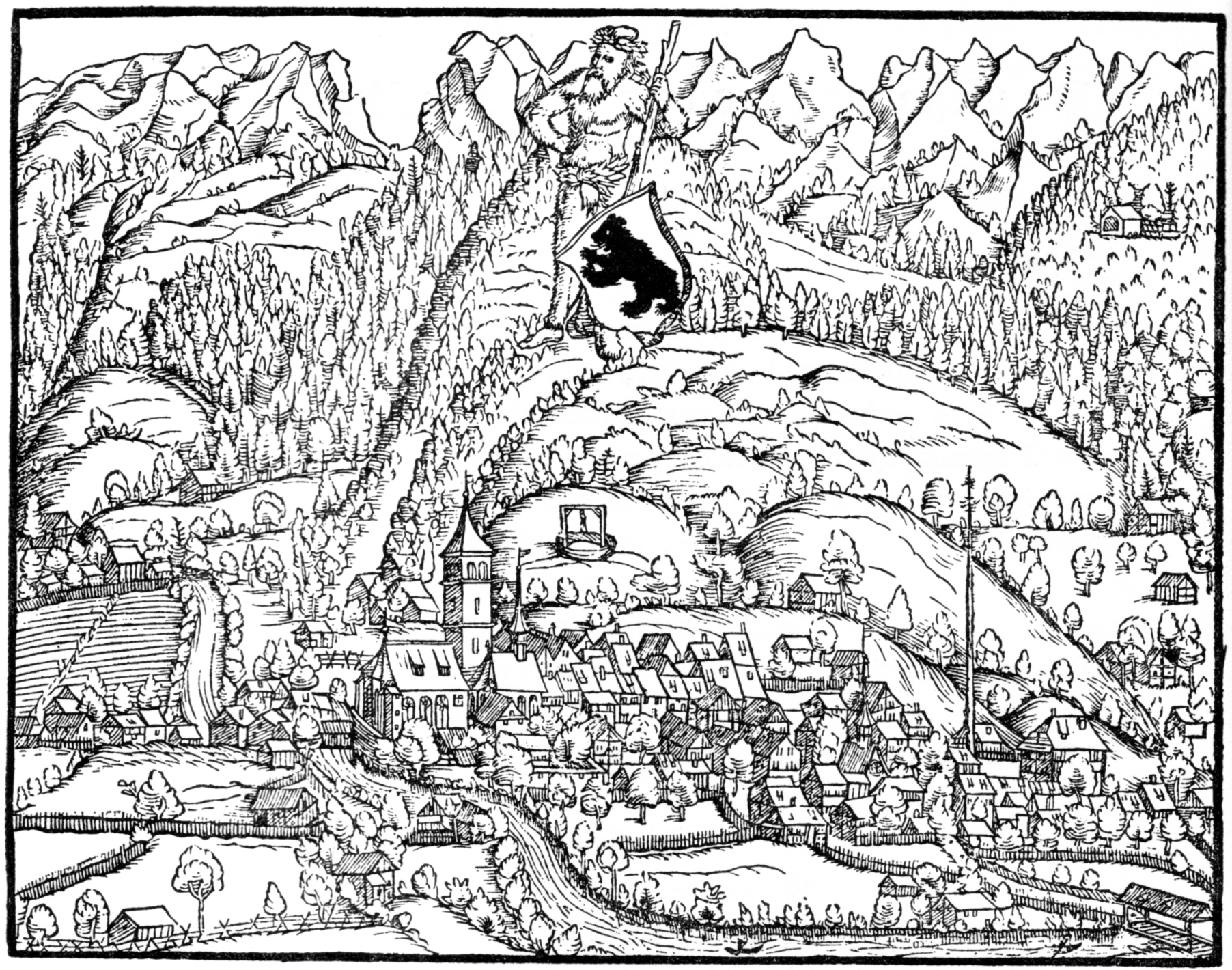
Représentation de la guerre d'Appenzell dans les chroniques de Stumpf, en 1548.

Au tout début du XVe siècle, la population essentiellement paysanne d'Appenzell se soulève contre l'abbé de Saint-Gall qui exerce une avouerie impériale depuis quelques années sur les quatre communes de la région après avoir signé en 1392, une alliance, renouvelée en 1402, avec l'Autriche. Véritable camp retranché sur la route menant aux cols rhétiques des Alpes, la région d'Appenzell voit son soulèvement soutenu par Schwytz sous la forme d'un traité de combourgeoisie en 1403 qui prévoit que la direction des opérations militaires soit confiée à un landmann schwytzois. Sous ses ordres et aidés de mercenaires, les montagnards attaquent et défont en mai 1403 l'armée réunie par le couvent et la ville de Saint-Gall à Vögelinsegg avant d'accorder la paix, le 23 avril 1403 aux villes de la région (et en particulier à Saint-Gall), tout en la refusant à l'évêché et à l'abbé du couvent.
Le duc Frédéric IV, jusqu'alors resté en dehors du conflit, propose son aide à l'abbé et se porte contre les Appenzellois ; il parvient à éviter diplomatiquement la confrontation avec Schwytz en faisant jouer le traité en vigueur entre l'Autriche et la Confédération qui prohibe toute aide aux ennemis de l'Autriche. Sans l'appui des Confédérés, les Appenzellois infligent tout de même une lourde défaite aux troupes des Habsbourg lors de la bataille au Stoss en 1405.
À la suite de cette victoire, Appenzell s'allie avec la ville de Saint-Gall pour fonder la « ligue d'au-dessus du lac » (en allemand Bund ob dem See) dirigée contre la noblesse et le régime féodal et à laquelle adhèrent ensuite les villes et les campagnes du Rheintal, du Vorarlberg et du Liechtenstein qui entrent également en révolte. 67 châteaux sont pris par les insurgés qui les détruisent et organisent, à la place de l'ancien ordre féodal, des communes indépendantes démocratiques de la Thurgovie jusqu'aux portes du Tyrol. La montée en puissance de la ligue atteint son apogée le 6 juillet 1406, lorsque le duc d'Autriche signe un armistice qui confirme les annexions et force l'abbé de Saint-Gall à se placer sous la protection conjointe de la ville de Saint-Gall et d'Appenzell.
La révolte de la noblesse prend forme le 13 janvier 1408 lorsque des membres de la Ligue des chevaliers de Saint-Georges dégagent la ville de Bregenz, assiégée depuis des mois, et défont les Appenzellois qui regagnent alors leurs montagnes d'origine. Le roi Robert Ier du Saint-Empire abroge la ligue par un arbitrage prononcé à Constance le 4 avril 1408 qui confirme les droits du prince-abbé sur Appenzell. La région renforce toutefois son indépendance en signant le 24 novembre 1411 un traité de combourgeoisie avec l'ensemble des Confédérés, excepté Berne ; de la même manière que pour Glaris, le traité ne donne pas l'égalité à Appenzell qui ne peut engager de guerre sans l'approbation de ses alliés et doit se soumettre à leur arbitrage concernant son devoir envers l'évêché de Saint-Gall. De son côté, la ville de Saint-Gall entre l'année suivante à son tour dans l'alliance pour une période de dix ans.
Par la suite, et malgré un arbitrage confédéré en 1421, les Appenzellois continuent à refuser de payer des impôts au prince-évêque, allant jusqu'à se faire frapper d'interdit en 1426, puis vaincre par le comte Frédéric VII de Toggenbourg aidé à nouveau par les chevaliers de Saint-Georges près du village de Hub, entre Gossau et Herisau, le 2 décembre 1428 après deux premières victoires. Le conflit ne se termine finalement qu'en 1429 sur une médiation confédérée qui confirme les droits de l'abbé de Saint-Gall sur la vallée.
Les guerres d'Appenzell ont eu, pour la Confédération, le mérite de soustraire Saint-Gall et Appenzell de l'influence souabe pour lier ces deux régions à sa sphère d'intérêt, créant ainsi les prémices de ce qui allait devenir la Suisse orientale dont le Rhin devient une frontière naturelle.

### La Léventine et Arbedo

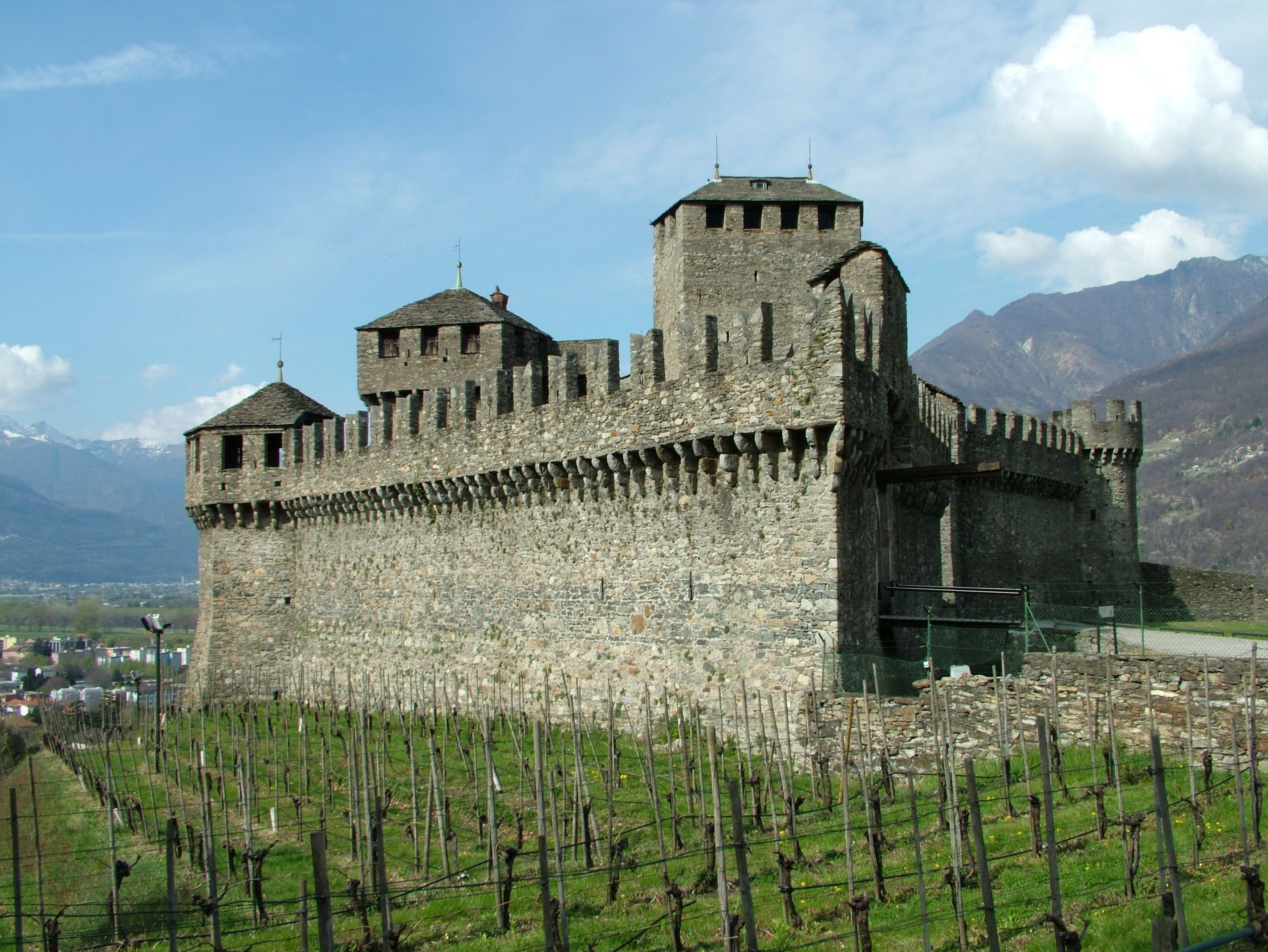
Le château de Montebello à Bellinzone.

Les deux cantons d'Uri et d'Obwald n'ont, pour leur part, aucun moyen d'étendre leur territoire si ce n'est à travers le Gothard en direction de la Léventine. Or, cette région, propriété du duché de Milan, entre en rébellion en 1403, profitant de querelles de succession et cherche l'appui des Waldstätten.
Ceux-ci, désireux de rétablir la sécurité tout au long de la route du Gothard, interviennent militairement pendant l'été et envahissent le territoire léventin et proposent à ses dirigeants une combourgeoisie qui s'apparente plutôt à un protectorat : en plus de différents privilèges économiques tel que la liberté de transit, les Confédérés s'arrogent le droit d'intervenir militairement à tout moment dans les vallées tessinoises ainsi que de se dégager de tout devoir. Les habitants doivent alors prêter serment d'allégeance aux Uranais et aux Obwaldiens qui les prennent sous leur protection ; ainsi, pour la première fois de l'histoire de la Confédération, un territoire est conquis et dominé, sans pouvoir rejoindre l'alliance des huit cantons.
Après que les habitants de la vallée de l'Urseren ont à leur tour rejoint la sphère d'influence des Waldstätten, un accord semblable à celui de la Léventine est signé en 1407 avec les barons de Sax, possesseurs des châteaux de Bellinzone, qui acceptent, à leur tour, d'exempter les produits confédérés de tout péage. Les deux cantons se lancent ensuite dans une politique offensive contre les vallées d'Ossola (voie d'accès au Simplon), de Maggia et de Verzasca qui durera de 1410 à 1417 et se conclut par l'achat de la région de Bellinzone en 1419.
Philippe Marie Visconti, le duc de Milan, ne reste pas sans réagir à cet expansionnisme au sud et, après avoir proposé sans succès aux Confédérés de leur racheter Bellinzone, envoie le condottiere Francesco Bussone, qui reprend en quelques jours Bellinzone, ainsi que la Léventine. Les 2 500 hommes des troupes confédérées tentent d'assiéger Bellinzone avant de se replier près d'Arbedo où ils sont attaqués au matin du 30 juin 1422 par les 16 000 hommes, dont 5 000 cavaliers de Milan. Après une résistance acharnée qui cause la perte de la quasi-totalité de la cavalerie milanaise, les Confédérés se font submerger par l'infanterie et doivent reculer, puis se retirer du champ de bataille non sans concéder de très lourdes pertes.
Après cette défaite, Uri et Obwald doivent renoncer à l'ensemble de leurs conquêtes au sud du mont Piottino et voient les franchises douanières rétablies par le traité de paix signé en 1426. Cette défaite va causer une division parmi les Confédérés entre les participants à l'expédition et ceux qui s'y sont abstenus (Berne en particulier) ou qui ont envoyé trop tardivement leurs renforts (tel que Zurich).

### La capture de l'Argovie et de la Thurgovie

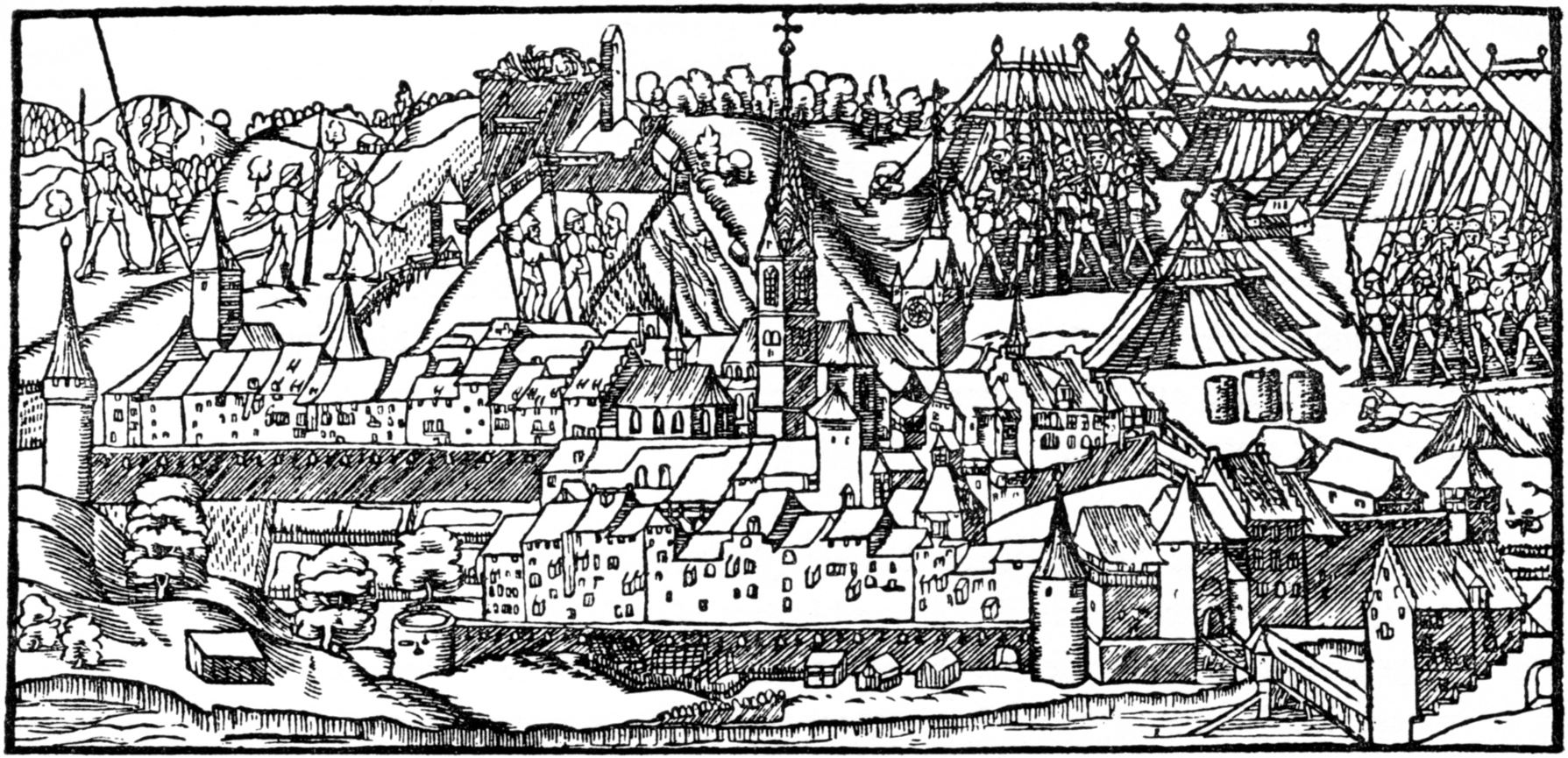
Représentation du siège de Baden en 1415.

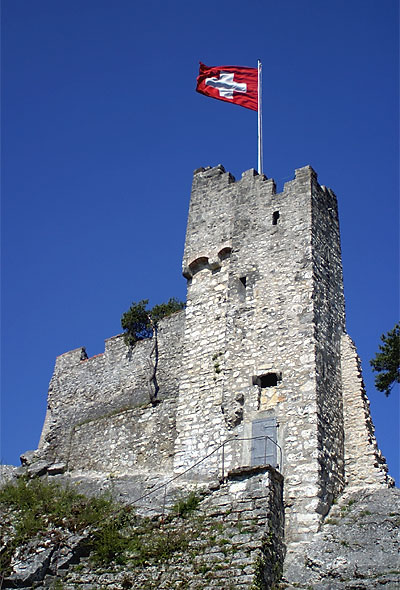
Ruine du château de Baden, au-dessus de la vieille-ville.

Dans le cadre du Grand Schisme d'Occident, le duc Frédéric IV d'Autriche est mis au ban de l'empire en 1415 par l'empereur Sigismond Ier du Saint-Empire qui ordonne la confiscation de ses terres pour avoir soutenu l'antipape Jean XXIII. Alors que la plupart des cantons hésitent à s'engager en vertu de la paix avec l'Autriche confirmée trois ans plus tôt, Berne fait taire ses scrupules et envahit au printemps la région de l'Argovie en deux semaines seulement pendant lesquelles ses troupes se rendent maîtresses des villes d'Aarau, de Zofingue, de Lenzburg et de Brugg, ainsi que de la plupart des châteaux de la vallée de l'Aar et les vallées latérales. Le territoire est alors divisé entre Berne (pour la grande majorité), Zurich et Lucerne, avec la création de deux bailliages communs sur les régions de Baden et du Freiamt, administrés par l'ensemble des cantons. Lors de la réconciliation entre le duc d'Autriche et l'empereur le 7 mai 1415, les Confédérés refusèrent de rendre le territoire argovien qui leur sera finalement abandonné par Sigismond contre le versement de dix mille florins.
Sensiblement de la même manière, lorsque le pape Pie II excommunie Sigismond de Habsbourg, duc d'Autriche en 1460, les Confédérés, à l'exception de Berne, en profitent pour s'emparer de la Thurgovie, pendant de l'Argovie à l'est de Zurich. Dès le 1er juin 1461, date de la signature de la paix avec l'Autriche qui confirme la possession des pays conquis, ceux-ci sont transformés, de même que Sargans en 1483 puis le Rheintal en 1490, en bailliages communs.

### Le Toggenbourg et l'ancienne guerre de Zurich

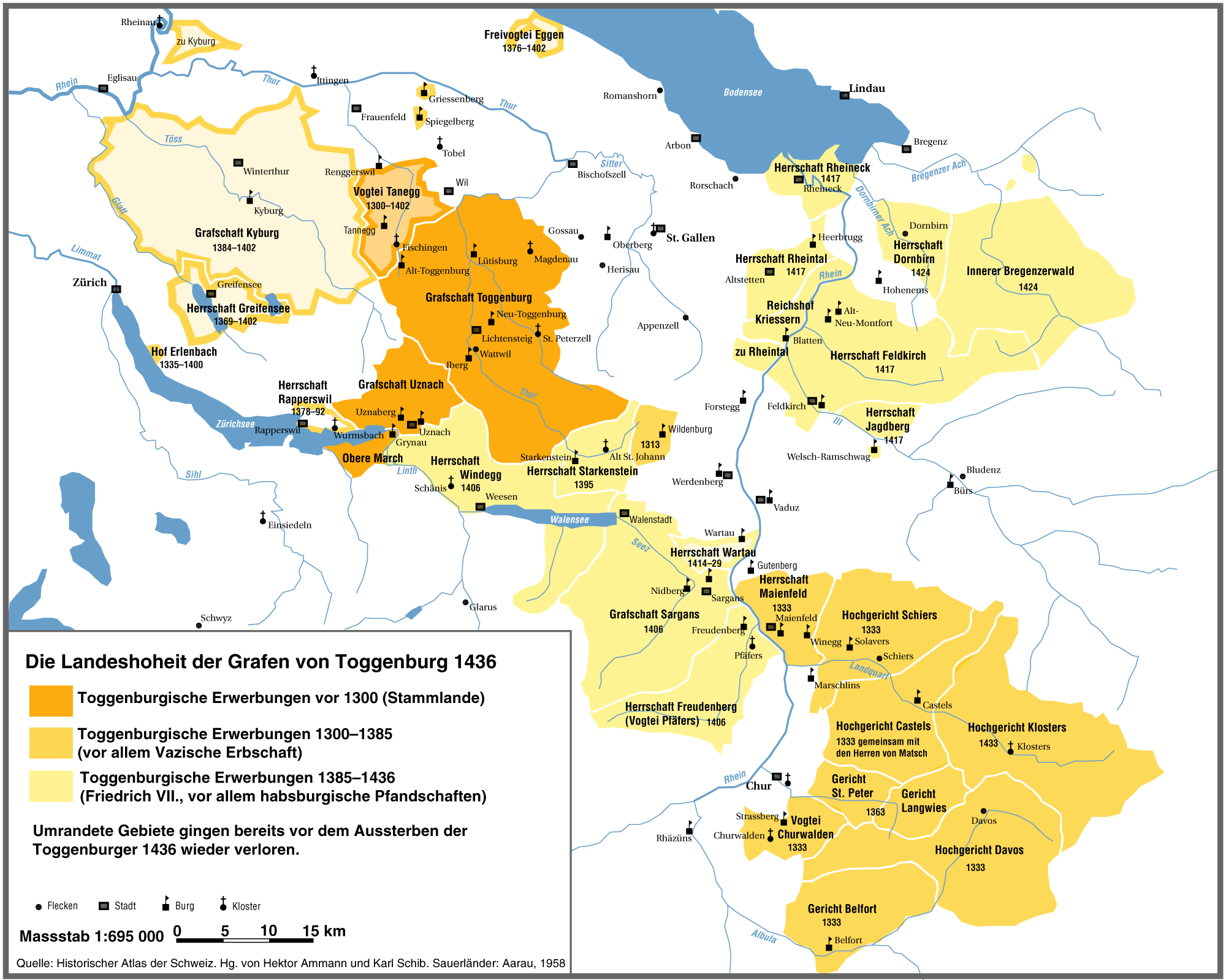
Le comté du Toggenbourg en 1436.

La région du Toggenbourg, située au nord-est de la Suisse actuelle dans le canton de Saint-Gall, est le théâtre d'un affrontement diplomatique puis militaire entre la plus importante ville de la Confédération, Zurich, et le plus puissant des cantons forestiers, Schwytz. Ces deux cantons, en effet, lorgnent depuis des années sur ce territoire, trait d'union reliant la ville de Zurich à celle de Coire et ouvrant l'accès aux cols rhétiques. La maison de Toggenbourg, représentée par le comte Frédéric VII, avait pu, dès le début du XVe siècle et grâce à une situation financière saine, prendre certains domaines autrichiens en nantissement tout en signant différents traités avec ses voisins. Tout d'abord proche des Zurichois avec la conclusion de traités en 1400, 1405 et 1416, le comte va, à la suite de la signature en 1419 d'un traité de combourgeoisie entre Zurich et son ennemi juré l'évêque de Coire, se tourner vers les Schwytzois en 1428 à qui il remet la forteresse de Grinau sur la Linth.

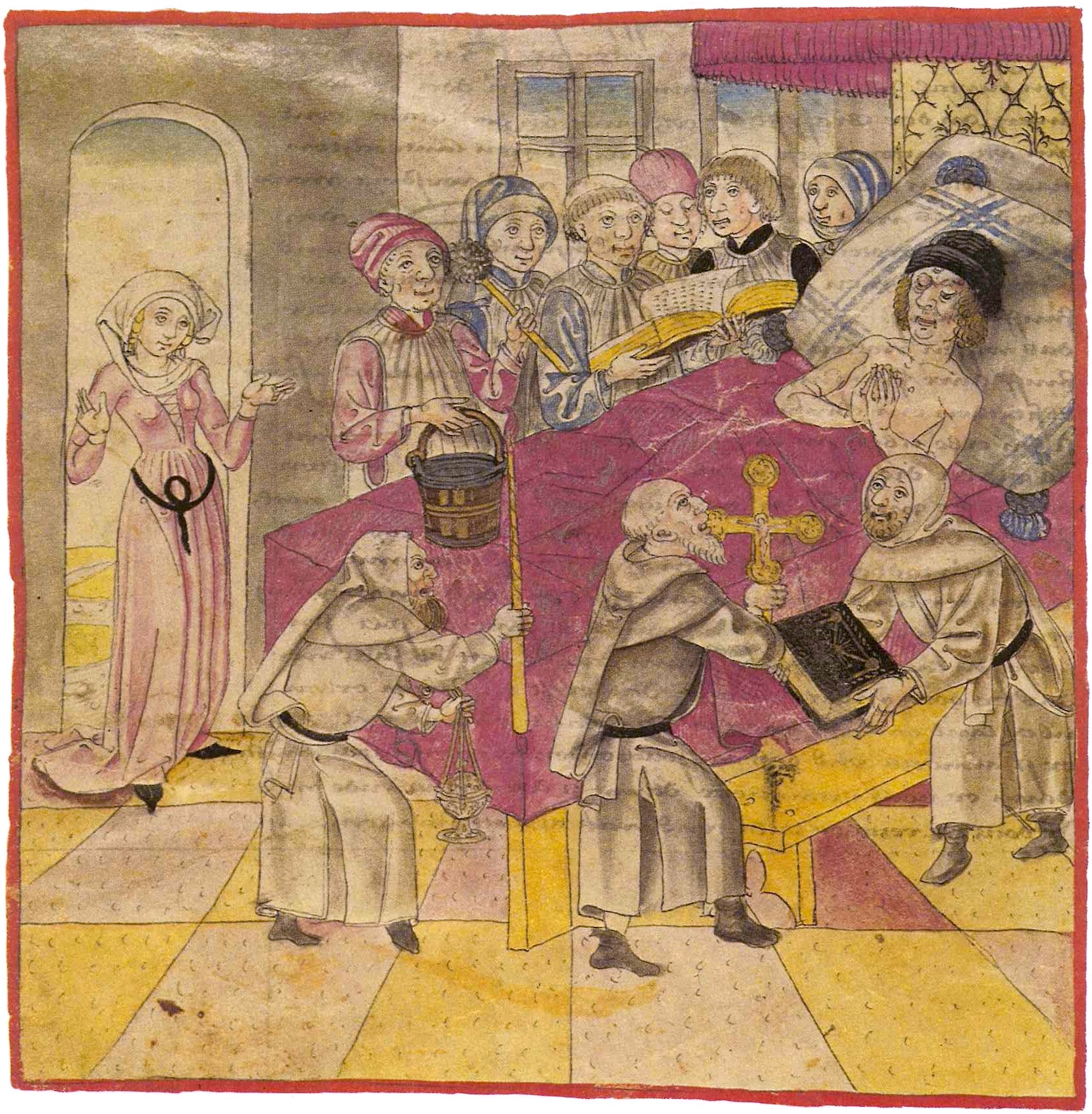
Représentation de Frédéric VII de Toggenbourg sur son lit de mort.

À la mort de Frédéric VII le 30 avril 1436 sans descendance et sans testament, de nombreux prétendants réclament le territoire du Toggenbourg, dont l'Autriche (Les Habsbourg), Zurich, Glaris et Schwytz à qui les autochtones font allégeance le 20 décembre 1436, après plusieurs mois d'intenses querelles juridiques et diplomatiques. Le refus de Zurich d'accepter cette décision force les cantons neutres à convoquer une Diète fédérale le 23 février 1437 qui confirme le statu quo. Les Zurichois s'obstinent, ferment leurs marchés aux Schwytzois qui répliquent en envahissant le territoire zurichois le 2 novembre 1440 avec le soutien des cinq autres cantons qui se rangent tous du côté des montagnards dans ce qui sera par la suite appelé l'ancienne guerre de Zurich. En trois jours, les troupes zurichoises abandonnent la campagne et se réfugient dans la ville, assiégée aussitôt par les troupes confédérées qui forcent Zurich à signer une paix défavorable le 1er décembre 1440, au profit de Schwytz.

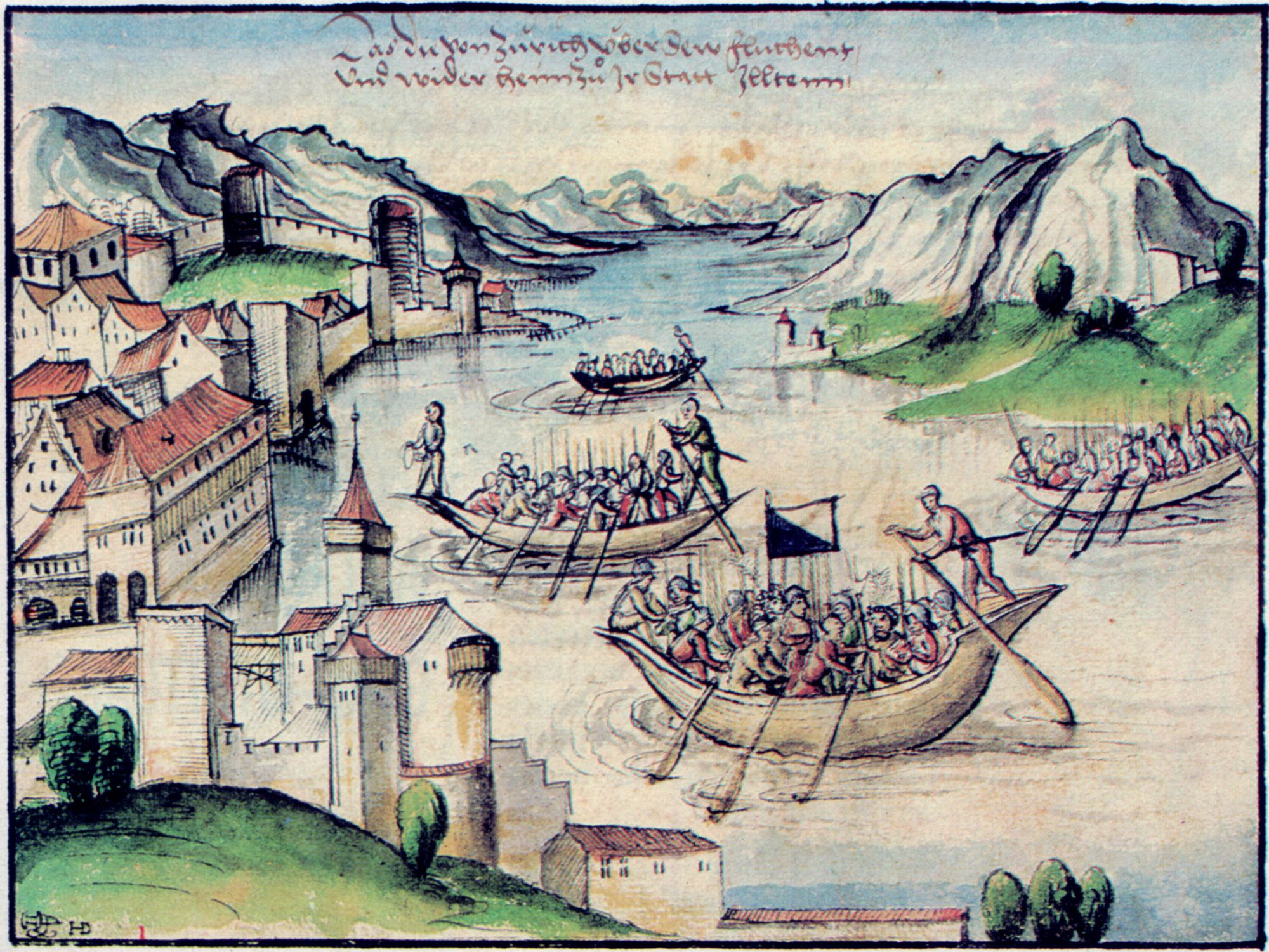
Combat naval entre Zurichois et Schwytzois sur le lac de Zurich en 1440.

Le bourgemestre zurichois Rudolf Stüssi se tourne alors vers l'Autriche, dont un représentant, Frédéric III, vient juste d'être nommé empereur, marquant ainsi le retour de la famille Habsbourg aux plus hautes fonctions. Les deux accords signés prévoient d'une part une aide zurichoise à la reconquête de l'Argovie et de Baden par l'Autriche en l'échange pour Zurich du Toggenbourg et d'autre part la promotion de Zurich au rang de future capitale d'une nouvelle Confédération regroupant les territoires allant de la Rhétie à la Forêt-Noire. Les Confédérés tentent à plusieurs reprises de faire changer d'avis les Zurichois. Devant le refus de ceux-ci, Schwytz et Glaris déclarent le 20 avril 1443 la guerre à Zurich, suivis peu de temps après pas les autres cantons qui mobilisent 15 000 hommes pour assiéger la ville. Malgré plusieurs combats gagnés, dont celui de Saint-Jacques-sur-la-Sihl, les Confédérés ne parviennent pas à s'emparer de la ville, conduisant les protagonistes à conclure une trêve de huit mois, proposée par l'évêque de Constance qui organise pendant cette période des négociations infructueuses entre les deux parties

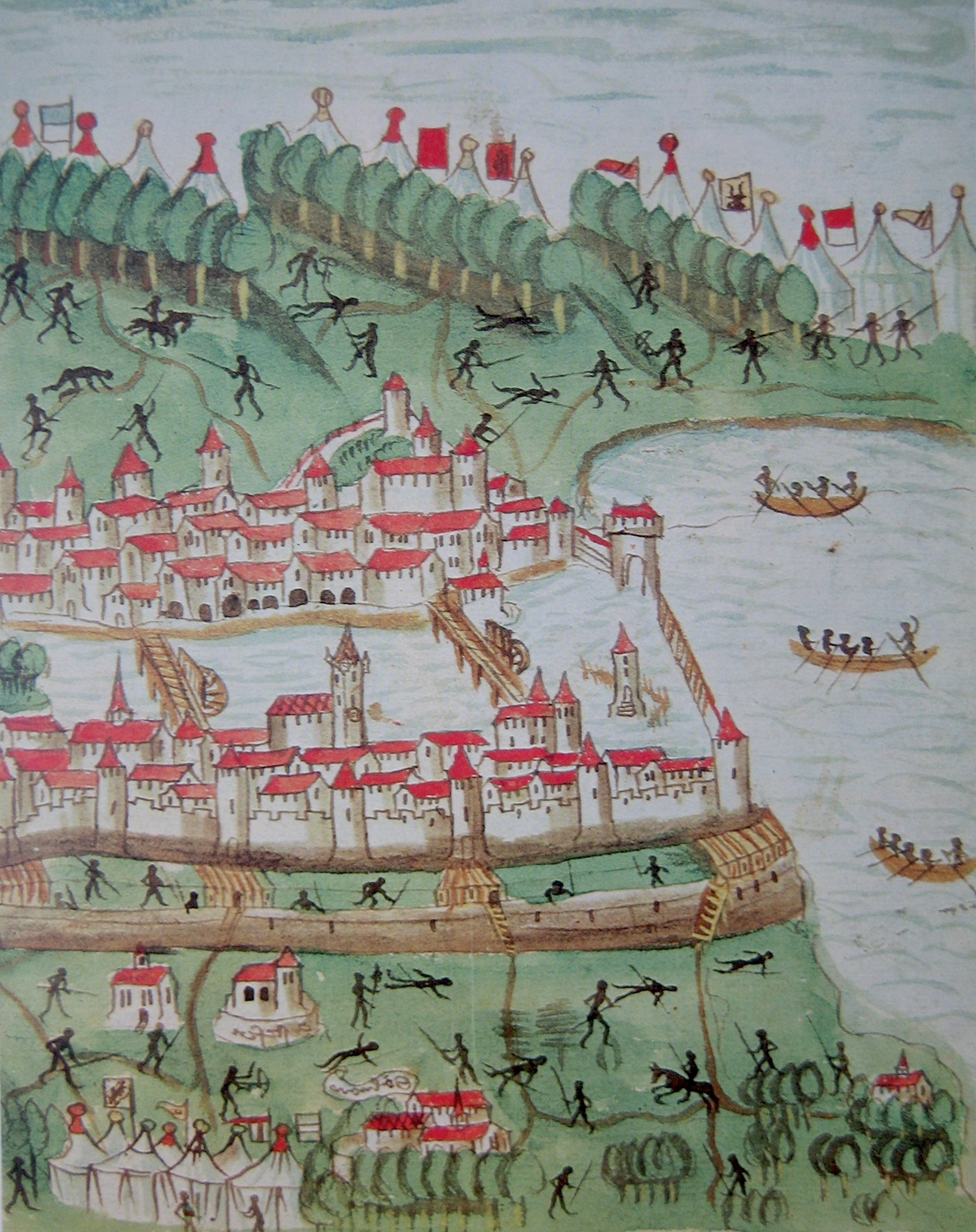
Représentation de la bataille de Zurich, tirée de la Chronique de Gerold Edlibac.

La reprise des hostilités, le 23 avril 1444, marque l'entrée dans le conflit du roi de France Charles VII, appelé en renfort par l'empereur. À la suite d'une trêve signée avec l'Angleterre, le monarque français voit dans cet appel une manière efficace de se débarrasser de certains de ses mercenaires (les Armagnacs, du nom du Bernard d’Armagnac qui les avait engagés, à l’origine dans le cadre du conflit l’opposant aux ducs de Bourgogne, pendant la guerre de Cent ans), mis au chômage à la suite de la suspension des hostilités et envoie 30 000 hommes commandés par son fils le dauphin Louis. Les Confédérés, devant cette arrivée massive, envoient une mission de reconnaissance d'environ 1 500 hommes dans la région de Bâle qui se heurte aux gros des troupes françaises le 26 août 1444 à Saint-Jacques-sur-la-Birse et se fait totalement détruire tout en forçant l'armée française à battre en retraite grâce à leur acharnement et leur courage (qui a impressionné le fils de Charles VII qui deviendra, par la suite, Louis XI et qui prendra des mercenaires suisses à son service). Apprenant la nouvelle de cette défaite, les Confédérés (qui commencent à cette période à se faire appeler « Schwyzer ») lèvent le siège de Zurich.
Une guerre larvée va toutefois se poursuivre pendant les deux années suivantes, jusqu'au 13 juillet 1450 où la paix est finalement signée par suite de la lassitude des combattants : Zurich retrouve sa place dans la Confédération ainsi que la plupart des territoires qui lui ont été pris en l'échange de quoi la ville reconnaît que son droit de conclure des traités est subordonné au lien fédéral, rendant ainsi caduque son alliance avec l'Autriche. Le Toggenbourg, objet initial de la guerre, ne profitera ni à Schwytz, ni à Zurich : le territoire passe en effet en 1468 et jusqu'en 1798 sous la domination de l'abbé de Saint-Gall pour la somme de 14 500 florins.

## Les guerres de Bourgogne

Carte de la suisse en 1474, peu avant le début des guerres de Bourgogne.

Pour la première fois entre 1474 et 1477, la Confédération se mêle directement de politique européenne, prise entre les intérêts croisés du duc d'Autriche Sigismond, du roi Louis XI de France et du duc de Bourgogne Charles le Téméraire. Celui-ci, à la suite de l'annexion de différentes régions, contrôle en effet un vaste territoire qui s'étend des Pays-Bas jusqu'au lac Léman et au Rhône et qui se trouve encore agrandi des possessions autrichiennes dans l'Alsace actuelle à la suite de la signature du traité de Saint-Omer, le 9 mai 1469.
Alliée au duché de Savoie, la Bourgogne encercle de fait quasiment les villes de Fribourg, Soleure et surtout Berne, qui se trouve ainsi gênée dans sa politique « Drang nach Westen » (littéralement poussée vers l'ouest). Niklaus von Diesbach, diplomate bernois, œuvre dès 1463 auprès du roi de France pour le persuader de former une coalition anti-bourguignonne qui est finalement officialisée sous la forme d'un traité signé le 4 janvier 1475, puis antidaté du 2 octobre 1474. Dans le même temps, la Confédération signe une paix perpétuelle avec l'Autriche, ancien ennemi, le 2 janvier 1475, suivie d'une alliance de dix ans avec Soleure, Strasbourg, Bâle, Colmar, Sélestat, ainsi que les évêques de Strasbourg et de Bâle le 31 mars 1474.

### Les batailles du pays de Vaud

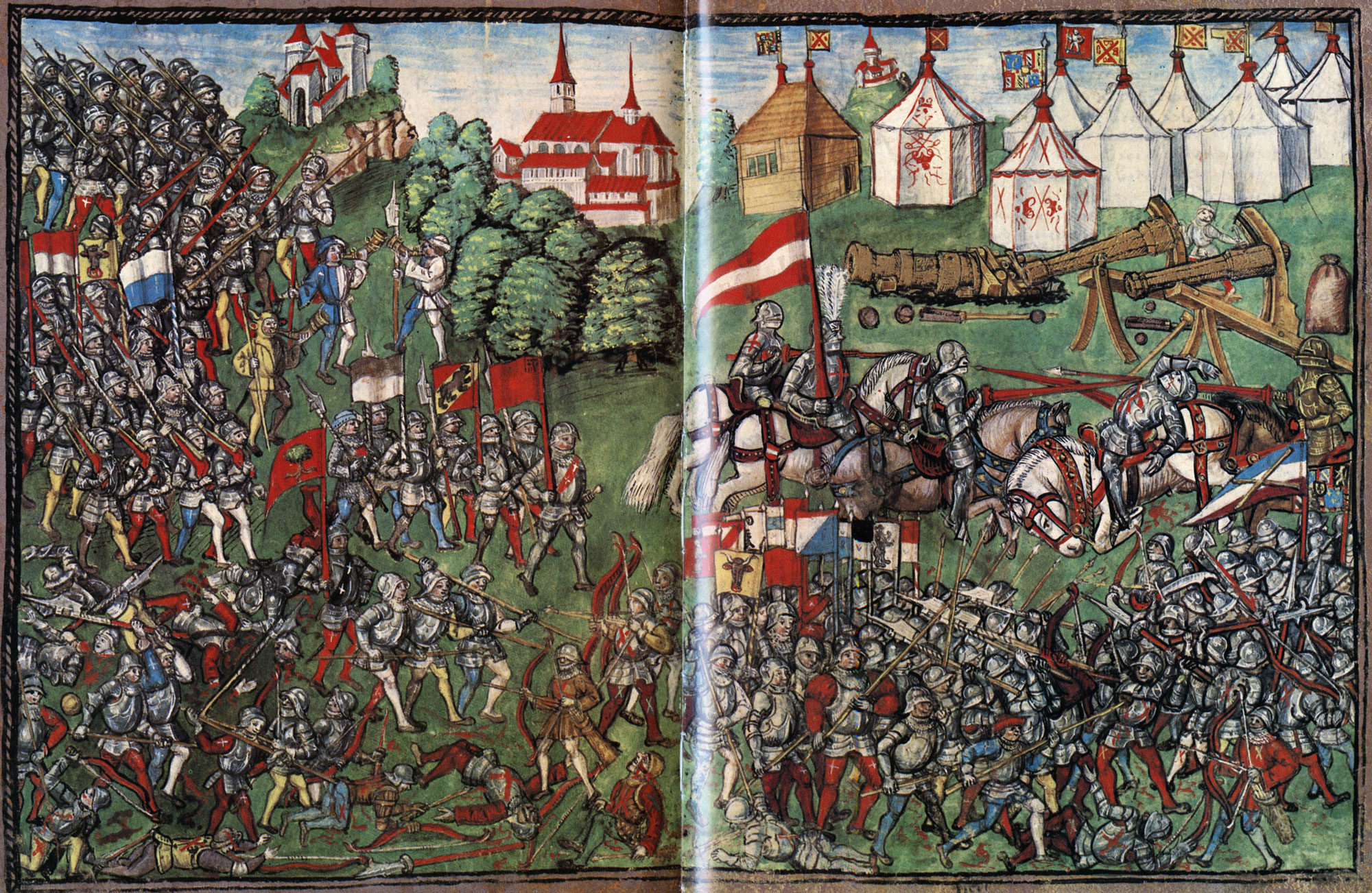
Représentation de la bataille de Grandson tirée de la chronique de Diebold Schilling.

Forts de ces différents soutiens, Berne et Fribourg envoient plusieurs corps francs dès le printemps 1475 dans le pays de Vaud appartenant à la Savoie. Ces bandes vont, en quelques mois, s'emparer de 16 villes et 43 châteaux, dans le même moment où les Haut-Valaisans s'emparent du Bas-Valais. En mai 1475, Berne occupe ainsi les seigneuries de Grandson, Orbe, Montagny, Échallens, Aigle et le Chablais, sur la rive droite du Rhône.
Après plusieurs hésitations et refus des cantons neutres, les Confédérés déclarent, le 14 octobre 1475, la guerre au comte de Romont, allié des Bourguignons dont le duc, qui s'est entre-temps réconcilié avec le roi de France le 13 septembre 1475 se doit de réagir. Après un premier succès sans conséquence, Charles le Téméraire est battu par les troupes confédérées venues finalement en renfort de Berne lors de la bataille de Grandson du 2 mars 1476 et de celle de Morat le 22 juin de la même année, avant de trouver la mort pendant la bataille de Nancy le 5 janvier 1477.

### Les congrès de Fribourg et Zurich

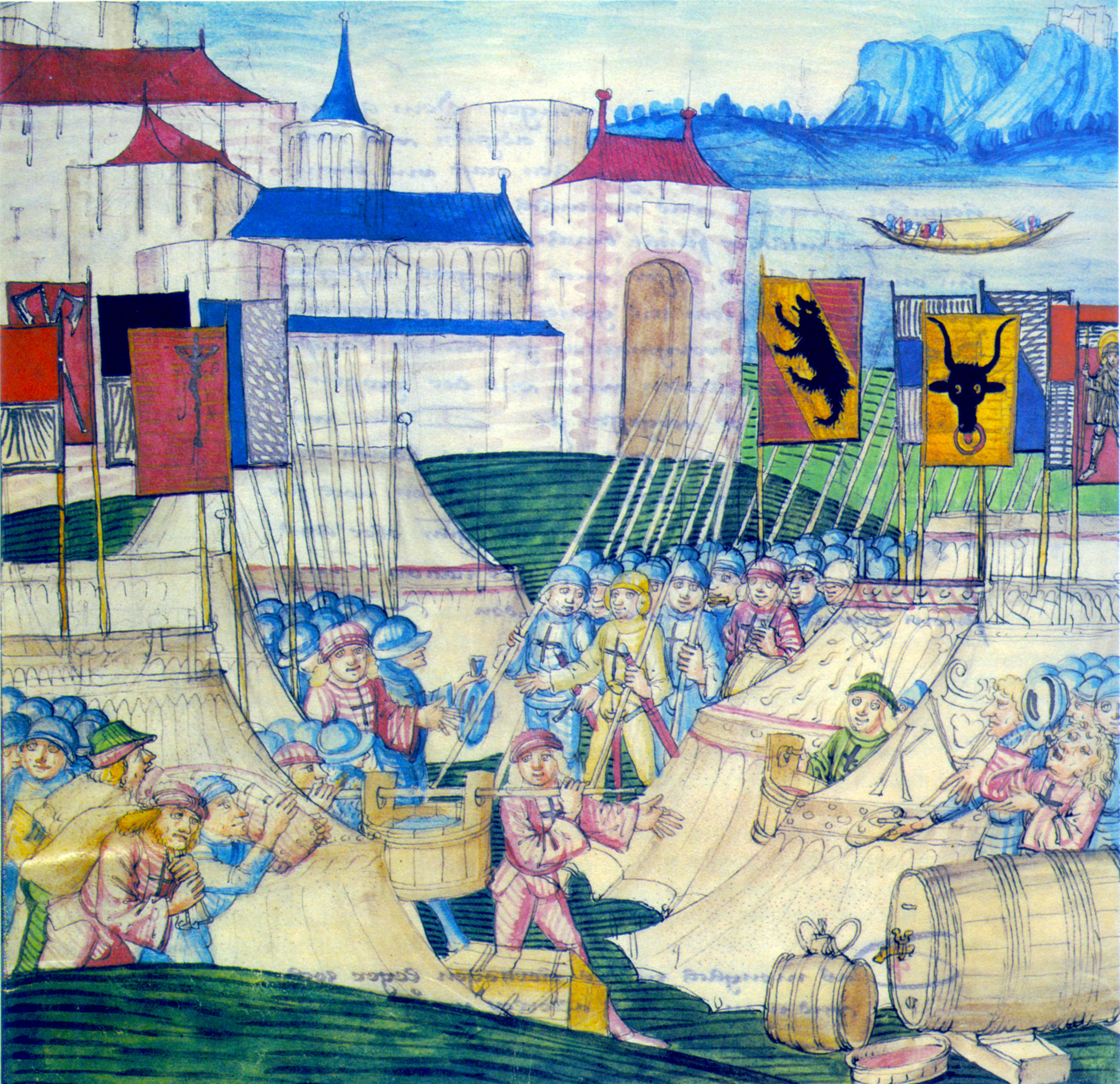
Pillage du camp de Charles le Téméraire par les Suisses après la bataille de Grandson.

Deux congrès internationaux sont organisés à la fin des guerres de Bourgogne pour fixer les conditions de la paix et régler les détails et la répartition territoriale.
Le premier de ces deux congrès se tient à Fribourg le 25 juillet 1476 et rassemble les Confédérés, Louis, bâtard légitimé de Bourbon, amiral de France et gendre du roi Louis XI (dont il avait épousé une fille bâtarde légitimée), et les envoyés de l'archiduc d'Autriche, du comte palatin, des évêques de Bâle et de Strasbourg ainsi que le duc de Lorraine et des députés des villes du pays de Vaud et l'évêque de Genève représentant la Savoie. Après 22 jours de congrès, les participants signent un accord selon lequel le pays de Vaud  est rétrocédé à la Savoie contre 50 000 florins. Incapables de verser cette somme, les Savoyards sont dans l'incapacité de verser aux Confédérés les montants prévus par le traité et doivent hypothéquer le pays de Vaud pour s'acquitter de leurs dettes.
Le second congrès se tient du 6 au 24 janvier 1478 à Zurich et rassemble sensiblement les mêmes participants. Le traité qui conclut ce congrès, appelé parfois paix de Zurich, formalise la vente par la Confédération de la Franche-Comté à Marie de Bourgogne pour la somme de 25 000 florins. De fait, la Confédération ne va conserver que les territoires de Grandson, Orbe (Vaud) et Échallens qui deviennent des bailliages communs, alors que Berne ne conserve que le territoire d'Aigle.
La mort de Charles le Téméraire marque à la fois l'effondrement de l'État bourguignon et l'apogée des Confédérés dont la réputation d'invincibilité militaire les place sur le même plan que les archers anglais auprès des puissances européennes. Sur le plan intérieur, les guerres de Bourgogne marquent également le début du glissement du pouvoir au sein de l'alliance des cantons primitifs et campagnards vers les villes, Berne et Zurich en tête. Cette division va marquer profondément l'organisation politique et sociale de ce qui va devenir, lors des années suivantes, la Confédération des XIII cantons.

## Sources
- Collectif, Nouvelle histoire de la Suisse et des Suisses, 1982.

1. 1 2  p. 164.
2. ↑  p. 159.
3. 1 2  p. 165.
4. ↑  p. 167.
5. 1 2 3  p. 170.
6. 1 2  p. 171.
7. ↑  p. 173.
8. ↑  p. 185-186.
9. ↑  p. 187.
10. ↑  p. 188.
11. ↑  p. 190.
12. ↑  p. 192.
13. ↑  p. 192-193.
14. ↑  p. 194-195.
15. ↑  p. 233.
16. ↑  p. 229-231.
17. 1 2  p. 234.
18. ↑  p. 245.
19. ↑  p. 246.
20. ↑  p. 237.
21. ↑  p. 273.
22. ↑  p. 253.
23. ↑  p. 258.
24. ↑  p. 260.
25. ↑  p. 262.
26. ↑  p. 263.
27. ↑  p. 267.
28. ↑  p. 290.
29. ↑  p. 291.

- G. Andrey, Histoire de la Suisse pour les nuls, 2007.

1. ↑  p. 76-77.
2. 1 2  p. 83.
3. 1 2 3  p. 85.
4. 1 2  p. 84.
5. ↑  p. 86.
6. ↑  p. 87.
7. 1 2  p. 89.
8. ↑  p. 91-92.
9. ↑  p. 92-93.
10. ↑  p. 93.
11. ↑  p. 94.
12. 1 2  p. 96.
13. ↑  p. 97.
14. ↑  p. 98.
15. 1 2  p. 100.
16. ↑  p. 102.

- J.-J. Bouquet, Histoire de la Suisse, 2005.

1. ↑  p. 14.
2. ↑  p. 21.
3. 1 2  p. 23.
4. 1 2  p. 28.

- P. Dürrenmatt, Histoire illustrée de la Suisse, 1958

1. ↑  p. 78.
2. ↑  p. 88.
3. ↑  p. 89.
4. ↑  p. 90.
5. 1 2  p. 91.
6. ↑  p. 92.
7. ↑  p. 97.
8. ↑  p. 98.
9. ↑  p. 99.
10. ↑  p. 100.
11. ↑  p. 102.
12. 1 2 3  p. 109.
13. 1 2  p. 118.
14. ↑  p. 113.
15. ↑  p. 114.
16. ↑  p. 117.
17. ↑  p. 119.
18. ↑  p. 127.
19. ↑  p. 131.
20. 1 2  p. 133.
21. ↑  p. 134-135.
22. ↑  p. 138.
23. ↑  p. 152.

- Autres références :

1. ↑  Voir le Pacte fédéral suisse sur Wikisource.
2. ↑  « Pacte de Brunnen (1315) », sur Le droit Suisse (consulté le 25 avril 2008).
3. ↑  Une traduction du pacte est disponible sur Antoine Castell, Les chartes fédérales de Schwyz, Einsiedeln, 1938 (lire en ligne), pages 53-56.
4. ↑  « Conjurations » dans le Dictionnaire historique de la Suisse en ligne..
5. ↑  Joëlle Kuntz, L'histoire suisse en un clin d'œil, page 108.
6. ↑  « Extension de la Confédération de 1332 à 1353 », sur cliotexte (textes des traités traduits en français).
7. ↑  Des extraits traduits du pacte sont disponibles sur Antoine Castell, Les chartes fédérales de Schwyz, Einsiedeln, 1938 (lire en ligne), pages 61, 65-66.
8. ↑  Hans Stadler (trad. Pierre-G. Martin), « Johannes d'Attinghausen », sur Dictionnaire historique de la Suisse
9. 1 2  « Glaris (canton) » dans le Dictionnaire historique de la Suisse en ligne..
10. ↑  « Glaris (canton) », sur hls-dhs-dss.ch (consulté le 19 février 2020)
11. ↑  Une traduction du pacte est disponible sur Antoine Castell, Les chartes fédérales de Schwyz, Einsiedeln, 1938 (lire en ligne); pages 70-73.
12. ↑  « Paix de Brandebourg » dans le Dictionnaire historique de la Suisse en ligne..
13. ↑  « Albert II de Habsbourg » dans le Dictionnaire historique de la Suisse en ligne..
14. ↑  « Le pacte bernois du 6 mars 1353 », sur Atrium (consulté le 14 janvier 2009).
15. ↑  « Berne (canton) : 2 - Histoire politique du Moyen Âge à la fin du XVIIIe siècle » dans le Dictionnaire historique de la Suisse en ligne..
16. ↑  Christian Folini (trad. Denis Rohrer), « Guerre de Laupen », sur Dictionnaire historique de la Suisse
17. ↑  « Laupen, guerre de » dans le Dictionnaire historique de la Suisse en ligne..
18. ↑  Une traduction de la charte est disponible sur David Lasserre, Alliances confédérales. 1291-1815, Zurich, Erlenbach, 1941 (lire en ligne).
19. ↑  « Charte des prêtres » dans le Dictionnaire historique de la Suisse en ligne..
20. ↑  « Gugler » dans le Dictionnaire historique de la Suisse en ligne..
21. 1 2  « Berthoud, guerre de » dans le Dictionnaire historique de la Suisse en ligne..
22. ↑  Frederic Bey, « La Suisse au Moyen Âge », Vae Victis, no 80,‎ mai-juin 2008, p. 20-29.
23. ↑  Frederic Bey, « La Suisse au Moyen Âge », Vae Victis, no 80,‎ mai-juin 2008, p. 20-29.
24. ↑  « La bataille de Sempach et les temps qui précédent », sur atrium (consulté le 8 mai 2008).
25. ↑  Emile Frey, Le Suisse Sous Les Drapeaux, Neuchâtel, Zahn, 1907 (lire en ligne), page 109.
26. ↑  « Bataille de Näfel » dans le Dictionnaire historique de la Suisse en ligne..
27. ↑  Une traduction est disponible sur David Lasserre, Alliances confédérales. 1291-1815, Zurich, 1941 (lire en ligne).
28. ↑  « Léopold IV de Habsbourg » dans le Dictionnaire historique de la Suisse en ligne..
29. ↑  « Kyburg - Du comté au district zurichois » dans le Dictionnaire historique de la Suisse en ligne..
30. ↑  « Château-d'OEx » dans le Dictionnaire historique de la Suisse en ligne..
31. 1 2 3 4  « Guerres d'Appenzell » dans le Dictionnaire historique de la Suisse en ligne..
32. ↑  (en) John Wilson, History of Switzerland, Carey & Lea, 1832 (lire en ligne), page 95.
33. ↑  « Expéditions au sud des Alpes » dans le Dictionnaire historique de la Suisse en ligne..
34. 1 2  « Bataille d'Arbedo » dans le Dictionnaire historique de la Suisse en ligne..
35. ↑  « Argovie Bernoise » dans le Dictionnaire historique de la Suisse en ligne..
36. ↑  Johannes von Müller, Robert Glutz-Blotzheim, Johann Jakob Hottinger, Louis Vulliemin et Charles Monnard, Histoire de la Confédération suisse, 1842 (lire en ligne), pages 37-29.
37. ↑  Manget Barde, Dictionnaire historique, politique et géographique de la Suisse, 1788 (lire en ligne), page 182.
38. 1 2 3  « Guerres de Bourgogne - Déroulement des faits » dans le Dictionnaire historique de la Suisse en ligne..
39. 1 2  Auguste Verdeil, Histoire du Canton de Vaud, vol. III : Le pays de Vaud sous la maison de Savoie. XIIIe – XVIe siècle. (lire en ligne), « Chapitre IX »0
40. ↑  « Les guerres de Bourgogne », sur memo.fr.
41. ↑  Collectif, Mémoires et documents publiés par la Société d'histoire de la Suisse romande, Société d'histoire de la Suisse romande, 1849, 375 p. (lire en ligne).